# المپیک تابستانی ۲۰۲۴
بازی‌های المپیک تابستانی ۲۰۲۴، که به‌طور رسمی بازی‌های المپیاد XXXIII (سی و سوم) و با نام رسمی پاریس ۲۰۲۴ شناخته می‌شود، یک رویداد بین‌المللی چند ورزشی بود که از ۲۶ ژوئیه تا ۱۱ اوت ۲۰۲۴ (۵ مرداد تا ۲۱ مرداد ۱۴۰۳) در فرانسه برگزار شد. پاریس شهر میزبان بود و رویدادهایی در ۱۶ شهر دیگر در سراسر متروپولیتن فرانسه (سرزمین اصلی فرانسه واقع در اروپا)، به علاوه جزیره تاهیتی در پلی‌نزی فرانسه واقع در اقیانوس آرام برگزار شد و رشته بریکینگ دنس نیز برای اولین بار در المپیک رونمایی شد.
مراسم افتتاحیه در ساعت ۱۹:۳۰ (۲۱:۰۰ به وقت ایران) در ۲۶ ژوئیه ۲۰۲۴ (۵ مرداد) آغاز شد. دومین بار در تاریخ بود که افتتاحیه بازی‌های المپیک در خارج از یک استادیوم برگزار شد، اولین مورد، مراسم افتتاحیه المپیک تابستانی جوانان ۲۰۱۸ بود. در مجموع ۲۰۶ تیم ملی المپیک در بازی‌های تابستانی ۲۰۲۴ با ۵۴ تیم از آفریقا، ۴۸ از اروپا، ۴۴ از آسیا، ۴۱ از قاره آمریکا، ۱۷ از اقیانوسیه، انفرادی ورزشکاران بی‌طرف و تیم المپیک پناهندگان حضور داشتند.
فرانسه برای کمک به تقویت امنیت و «تسهیل تبادل اطلاعات عملیاتی» و «همکاری بین‌المللی اجرای قانون» در طول بازی‌ها، با یوروپل و وزارت کشور بریتانیا به توافق رسید. در چارچوب توافق‌نامه‌ها، قرار بود هواپیماهای بدون سرنشین و موانع دریایی بیشتری برای جلوگیری از عبور غیرقانونی قایق‌های کوچک از کانال مانش مستقر شوند. ارتش بریتانیا همچنین واحدهای موشکی زمین به هوای استاراستریک را برای امنیت هوایی مستقر کرد. پلیس در پاریس قبل از بازی‌ها بازرسی‌ها و تمرین‌هایی را در واحد خنثی‌سازی بمب شبیه به آماده‌سازی آنها برای جام جهانی راگبی ۲۰۲۳ در ورزشگاه استاد دو فرانس انجام داد.
رقص بریک به عنوان یک رشته ورزشی برای نخستین بار در این المپیک به رقابت گذاشته شد. این دوره ورزشی آخرین بازی‌های المپیک بود که در زمان ریاست توماس باخ به عنوان رئیس کمیته بین‌المللی المپیک برگزار شد. هزینه این المپیک، ۹ میلیارد یورو برآورد شده بود.
آمریکا با ۴۰ مدال طلا و در مجموع ۱۲۶ مدال در صدر جدول مدال‌ها قرار گرفت. چین با ۴۰ مدال طلا و ۹۱ مدال در مجموع در جایگاه دوم از نظر مدال طلا قرار گرفت. همچنین این اولین باری است که در تاریخ المپیک تابستانی، مدال‌های طلا در بالای جدول مساوی بوده است. ژاپن با ۲۰ مدال طلا سوم شد و در مجموع مدال، ششم شد. استرالیا با ۱۸ مدال طلا چهارم شد و در مجموع مدال‌ها پنجم شد. کشور میزبان فرانسه با ۱۶ طلا و ۶۴ مدال در مجموع پنجم شد.
دومینیکا، سنت لوسیا، کیپ ورد و آلبانی اولین مدال‌های المپیک خود را به دست آوردند که دو مدال اول هر دو طلا بودند و بوتسوانا و گواتمالا نیز اولین مدال طلای خود را کسب کردند. تیم المپیک پناهندگان نیز اولین مدال خود را در بوکس کسب کرد.

## انتخاب میزبان
کمیته بین‌المللی المپیک روز چهارشنبه ۱۳ سپتامبر ۲۰۱۷ در ۱۳۱امین اجلاس خود در لیما، پرو شهرهای پاریس و لس آنجلس را به‌عنوان میزبان‌های المپیک تابستانی ۲۰۲۴ و المپیک تابستانی ۲۰۲۸ معرفی کرد. این اولین بار است که هم‌زمان دو شهر برای المپیک سال‌های متوالی تعیین می‌شوند.
با انتخاب پاریس برای میزبانی المپیک ۲۰۲۴ این شهر برای سومین بار در میزبان بازی‌های المپیک تابستانی شده است. دو میزبانی قبلی پاریس در سال‌های ۱۹۰۰ و ۱۹۲۴ بوده است مراسم افتتاحیه این مسابقات در رود سن واقع در پاریس برگزار شد. ورزشگاه استاد دو فرانس میزبان مراسم اختتامیه و مسابقات دو میدانی این رقابت‌هاست.
| شهر      | کشور                | نتیجه                            |
| -------- | ------------------- | -------------------------------- |
| پاریس    | فرانسه              | انتخاب برای این دوره             |
| لس آنجلس | ایالات متحده آمریکا | انتخاب برای المپیک تابستانی ۲۰۲۸ |
| هامبورگ  | آلمان               | کناره‌گیری                        |
| رم       | ایتالیا             | کناره‌گیری                        |
| بوداپست  | مجارستان            | کناره‌گیری                        |

## ورزشگاه‌ها

#### منطقه پاریس بزرگ

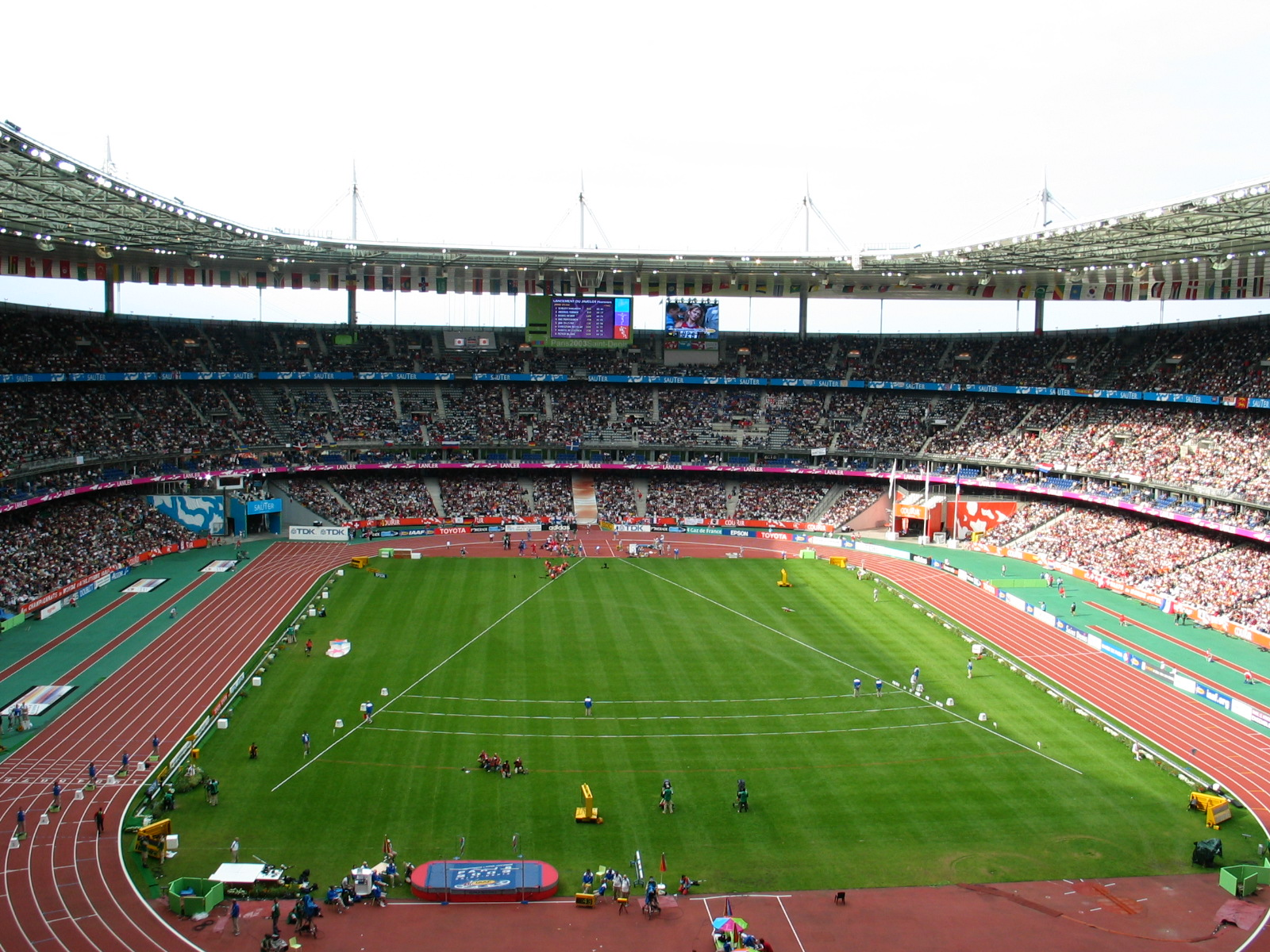
ورزشگاه استاد دو فرانس با سقف باز درحال میزبانی از مسابقات جهانی دو و میدانی ۲۰۰۳

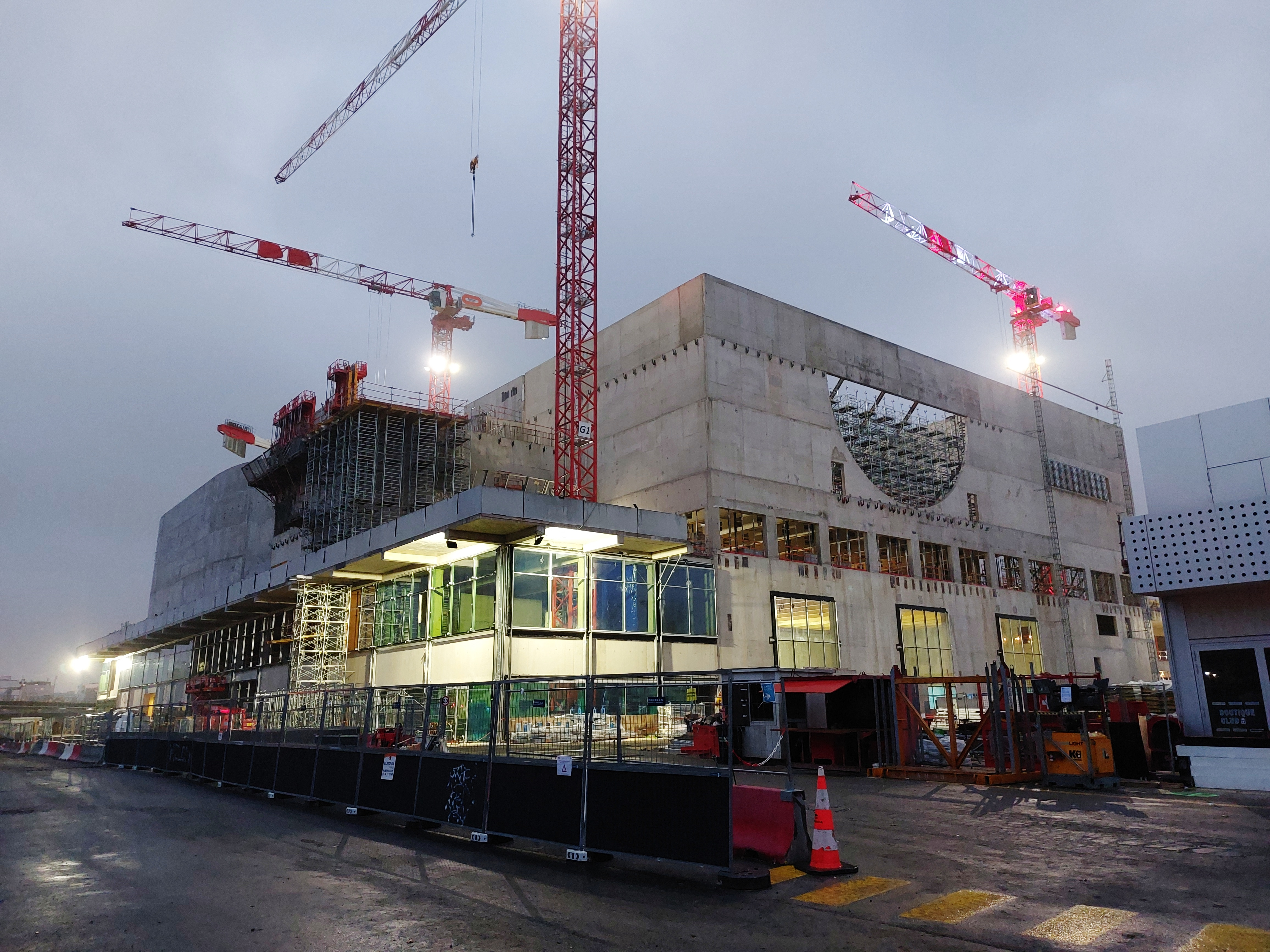
پورت دو لا شپل آرنا

| ورزشگاه                    | رویداد                                               | ظرفیت  | وضعیت       |
| -------------------------- | ---------------------------------------------------- | ------ | ----------- |
| ورزشگاه المپیک ایو-دو-منوا | هاکی روی چمن                                         | ۱۵٬۰۰۰ | بازسازی شده |
| ورزشگاه استاد دو فرانس     | راگبی ۷ نفره                                         | ۷۷٬۰۸۳ | موجود       |
| ورزشگاه استاد دو فرانس     | دو و میدانی                                          | ۷۷٬۰۸۳ | موجود       |
| ورزشگاه استاد دو فرانس     | اختتامیه                                             | ۷۷٬۰۸۳ | موجود       |
| پاریس لا دفانس آرنا        | ورزش‌های آبی (شنا، فینال واترپلو)                     | ۱۵٬۲۲۰ | موجود       |
| پورت دو لا شپل آرنا        | بدمینتون                                             | ۸٬۰۰۰  | افزوده‌شده   |
| پورت دو لا شپل آرنا        | ژیمناستیک (ریتمیک)                                   | ۸٬۰۰۰  | افزوده‌شده   |
| مرکز ورزش‌های آبی پاریس     | ورزش‌های آبی (واترپلو گروهی و حذفی، شیرجه، شنای هنری) | ۵٬۰۰۰  | افزوده‌شده   |
| لو بورژه                   | صخره‌نوردی                                            | ۵٬۰۰۰  | موقت        |
| مرکز نمایشگاهی ویلپانت     | بوکس (مقدماتی، یک چهارم نهایی)                       | ۶٬۰۰۰  | موجود       |
| مرکز نمایشگاهی ویلپانت     | پنج‌گانه مدرن (مرحله شمشیربازی)                       | ۶٬۰۰۰  | موجود       |

#### منطقه مرکز پاریس

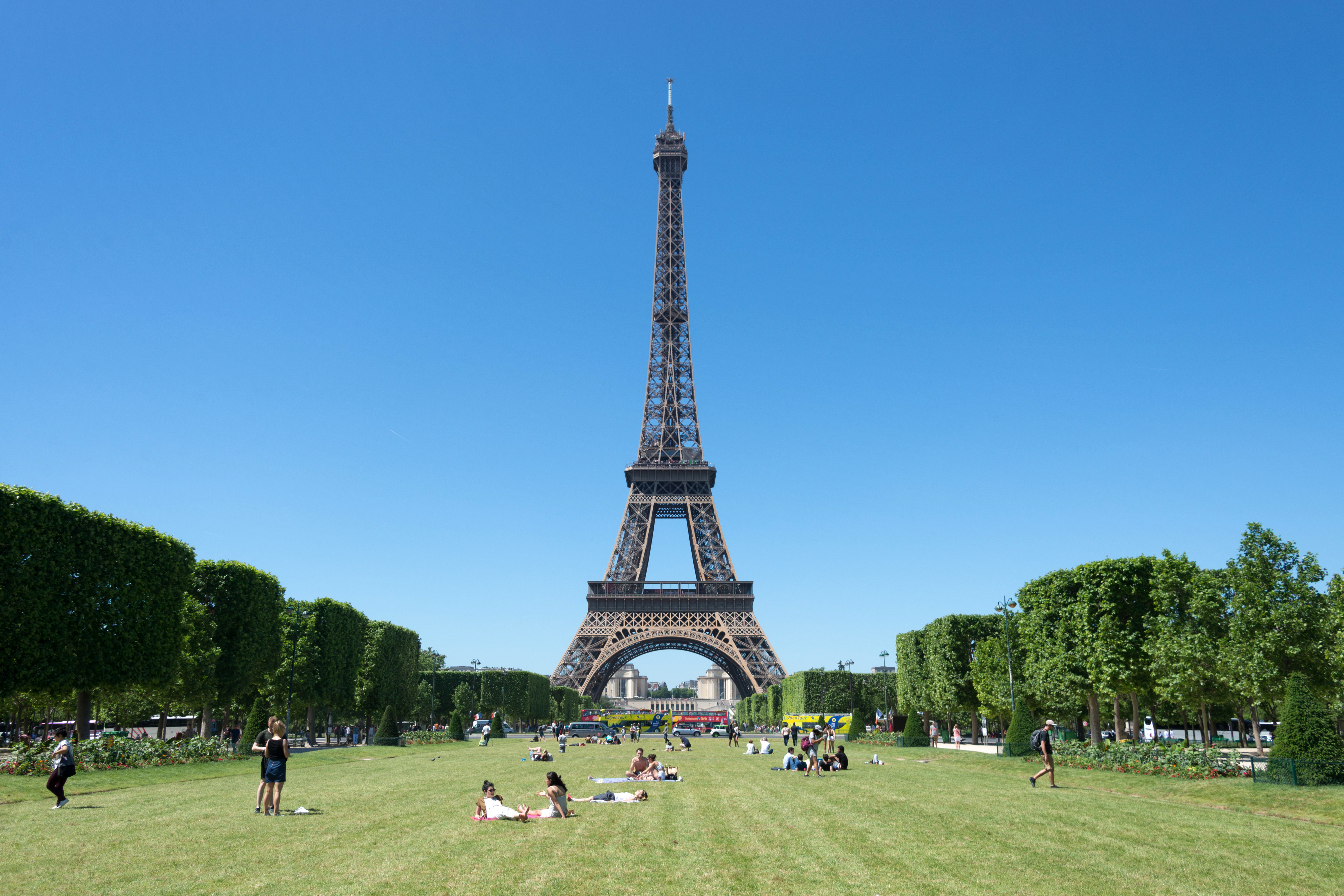
میدان شان دو مارس

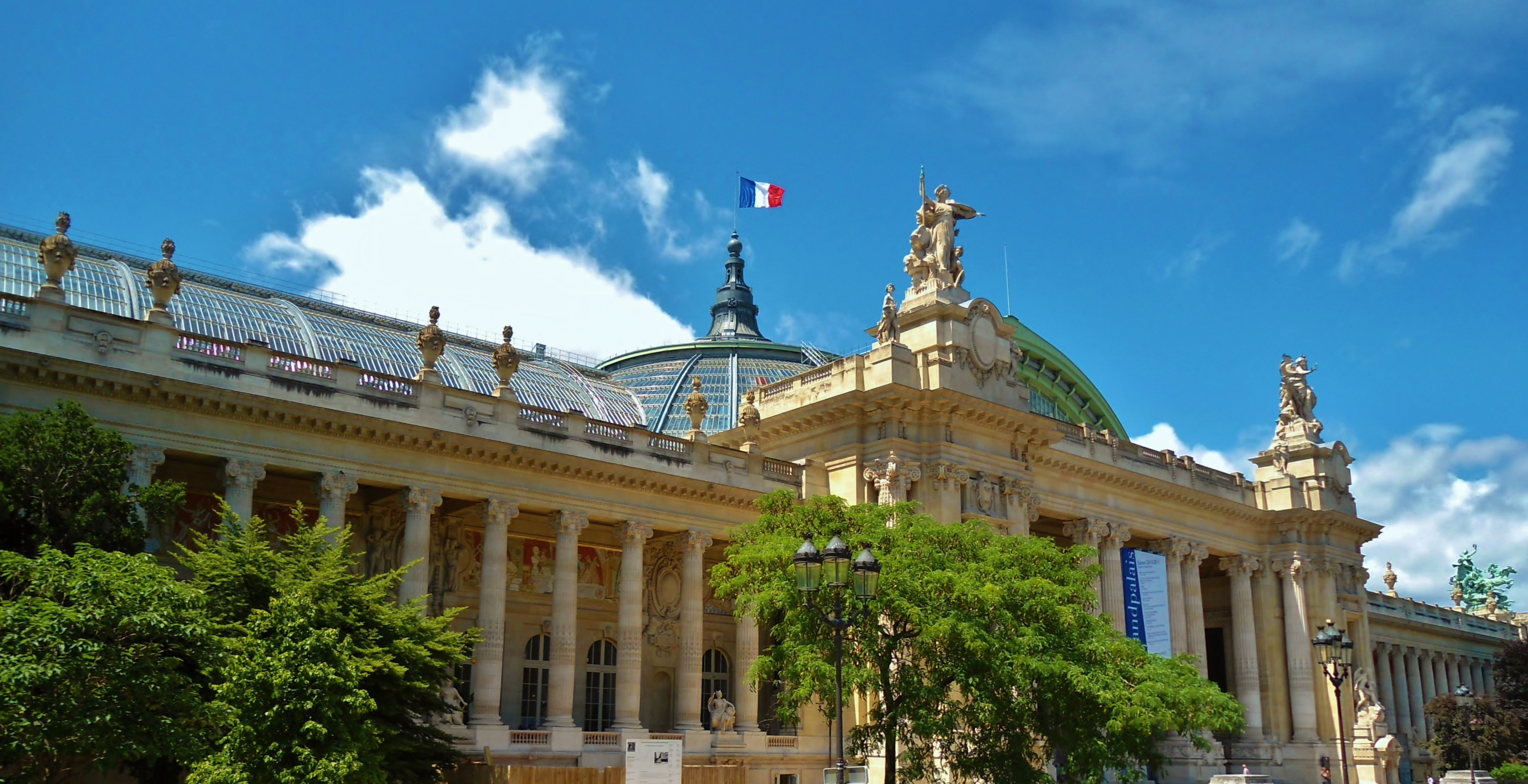
قصر بزرگ

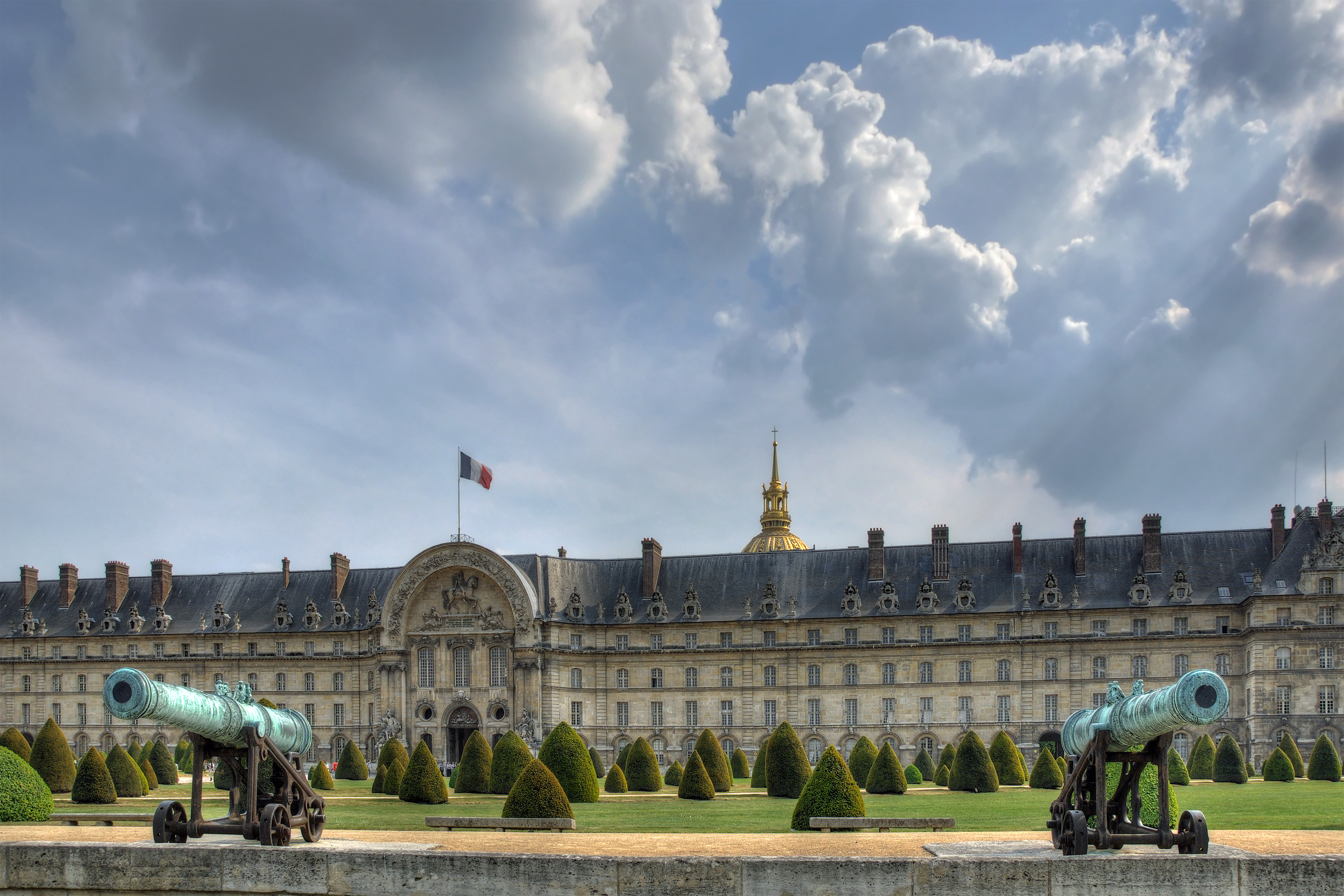
لزنولید

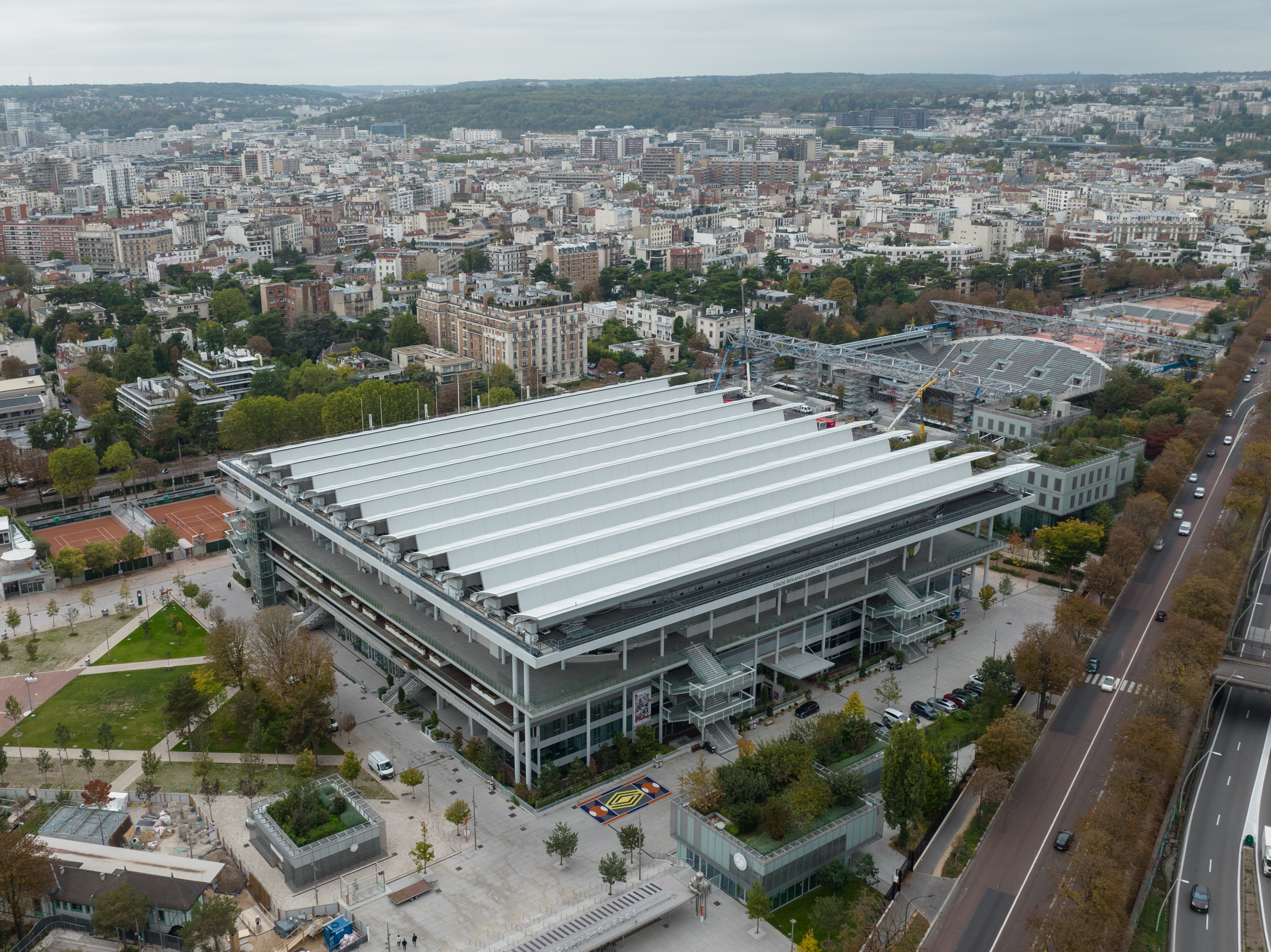
ورزشگاه رولان گاروس

| ورزشگاه                               | رویداد                               | ظرفیت                     | وضعیت |
| ------------------------------------- | ------------------------------------ | ------------------------- | ----- |
| ورزشگاه پارک د پرنس                   | فوتبال (مقدماتی و نهایی)             | ۴۸٬۵۸۳                    | موجود |
| ورزشگاه رولان گاروس                   | تنیس                                 | ۳۴٬۰۰۰                    | موجود |
| ورزشگاه رولان گاروس                   | بوکس (فینال)                         | ۳۴٬۰۰۰                    | موجود |
| ورزشگاه رولان گاروس (با سقف جمع‌شونده) | بوکس                                 | ۱۵٬۰۰۰                    | موجود |
| ورزشگاه رولان گاروس (با سقف جمع‌شونده) | تنیس                                 | ۱۵٬۰۰۰                    | موجود |
| ورزشگاه رولان گاروس (با سقف جمع‌شونده) | تنیس                                 | ۱۰٬۰۰۰                    | موجود |
| ورزشگاه رولان گاروس و زمین‌های ثانویه  | تنیس                                 | ۹٬۰۰۰ (۵٬۰۰۰+۲٬۰۰۰+۸x۲۵۰) | موجود |
| نمایشگاه پورت دو ورسای پاریس          | والیبال                              | ۱۲٬۰۰۰                    | موجود |
| نمایشگاه پورت دو ورسای پاریس          | تنیس روی میز                         | ۶٬۰۰۰                     | موجود |
| نمایشگاه پورت دو ورسای پاریس          | هندبال (گروهی)                       | ۶٬۰۰۰                     | موجود |
| نمایشگاه پورت دو ورسای پاریس          | وزنه‌برداری                           | ۶٬۰۰۰                     | موجود |
| آکور آرنا                             | ژیمناستیک (هنری و ترامپلین)          | ۱۵٬۰۰۰                    | موجود |
| آکور آرنا                             | بسکتبال (فینال)                      | ۱۵٬۰۰۰                    | موجود |
| قصر بزرگ                              | شمشیربازی                            | ۸٬۰۰۰                     | موجود |
| قصر بزرگ                              | تکواندو                              | ۸٬۰۰۰                     | موجود |
| میدان کنکورد                          | بسکتبال (۳x۳)                        | ۳۰٬۰۰۰                    | موقت  |
| میدان کنکورد                          | رقص بریک                             | ۳۰٬۰۰۰                    | موقت  |
| میدان کنکورد                          | دوچرخه‌سواری (بی‌ام‌اکس آزاد)           | ۳۰٬۰۰۰                    | موقت  |
| میدان کنکورد                          | اسکیت‌بورد                            | ۳۰٬۰۰۰                    | موقت  |
| پونت دینا                             | شنا (شنای ماراتن)                    | ۱۳٬۰۰۰ (۳٬۰۰۰ نشسته)      | موقت  |
| پونت دینا                             | دو و میدانی (ماراتن و پیاده‌روی سرعت) | ۱۳٬۰۰۰ (۳٬۰۰۰ نشسته)      | موقت  |
| پونت دینا                             | دوچرخه‌سواری (جاده و تایم تریل)       | ۱۳٬۰۰۰ (۳٬۰۰۰ نشسته)      | موقت  |
| پونت دینا                             | سه‌گانه                               | ۱۳٬۰۰۰ (۳٬۰۰۰ نشسته)      | موقت  |
| میدان شان دو مارس                     | والیبال ساحلی                        | ۱۲٬۰۰۰                    | موقت  |
| گرند پله افمر                         | جودو                                 | ۸٬۰۰۰                     | موقت  |
| گرند پله افمر                         | کشتی                                 | ۸٬۰۰۰                     | موقت  |
| لزنولید                               | تیراندازی با کمان                    | ۸٬۰۰۰                     | موقت  |

#### منطقه ورسای

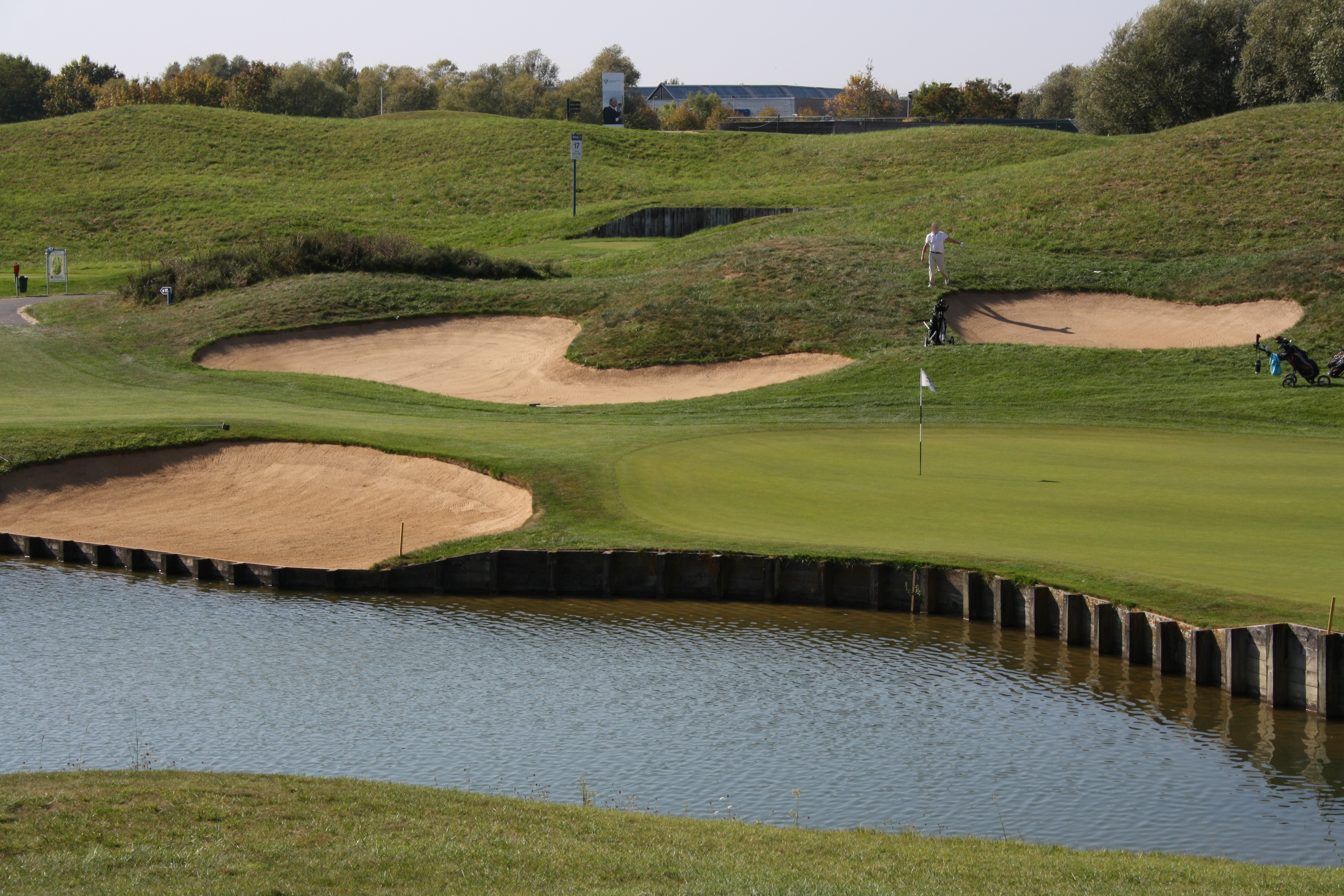
لو گلف ناسیونال

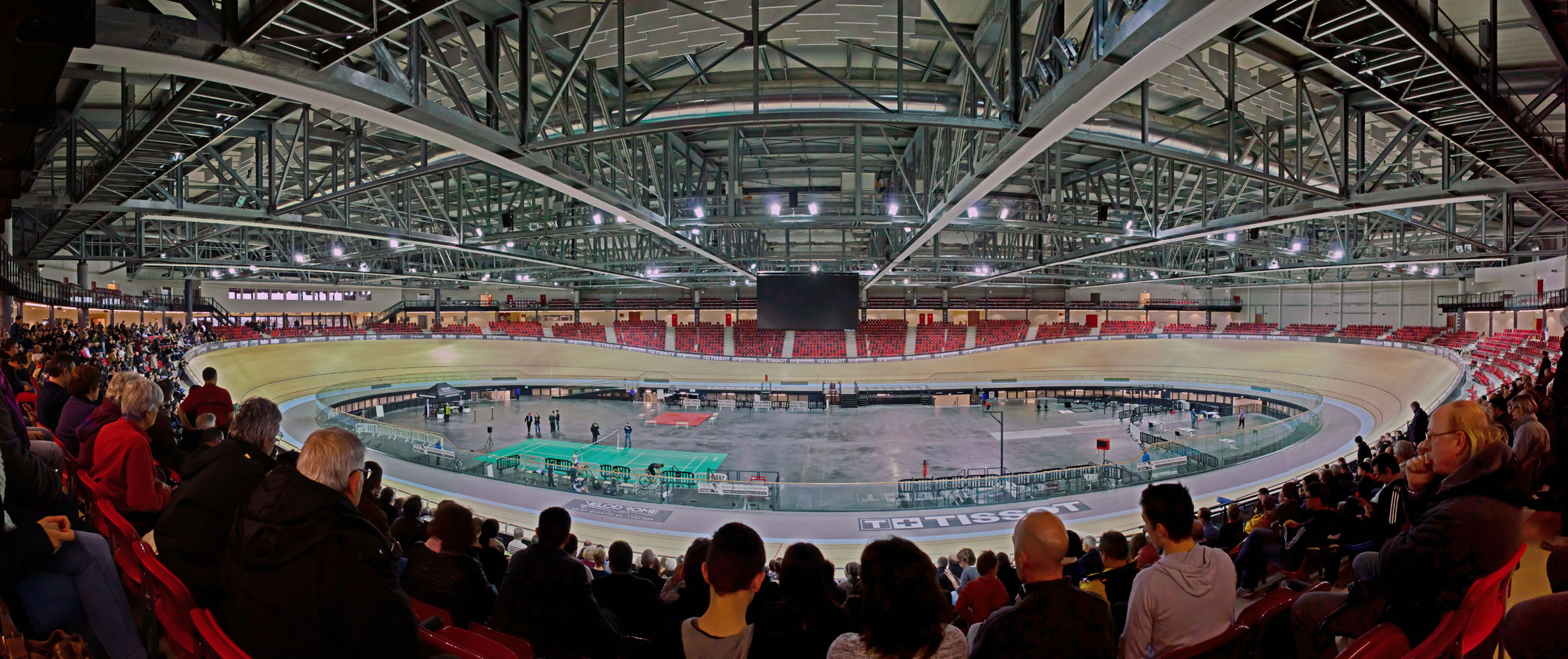
پیست سن-کونتان-ان-ایولین

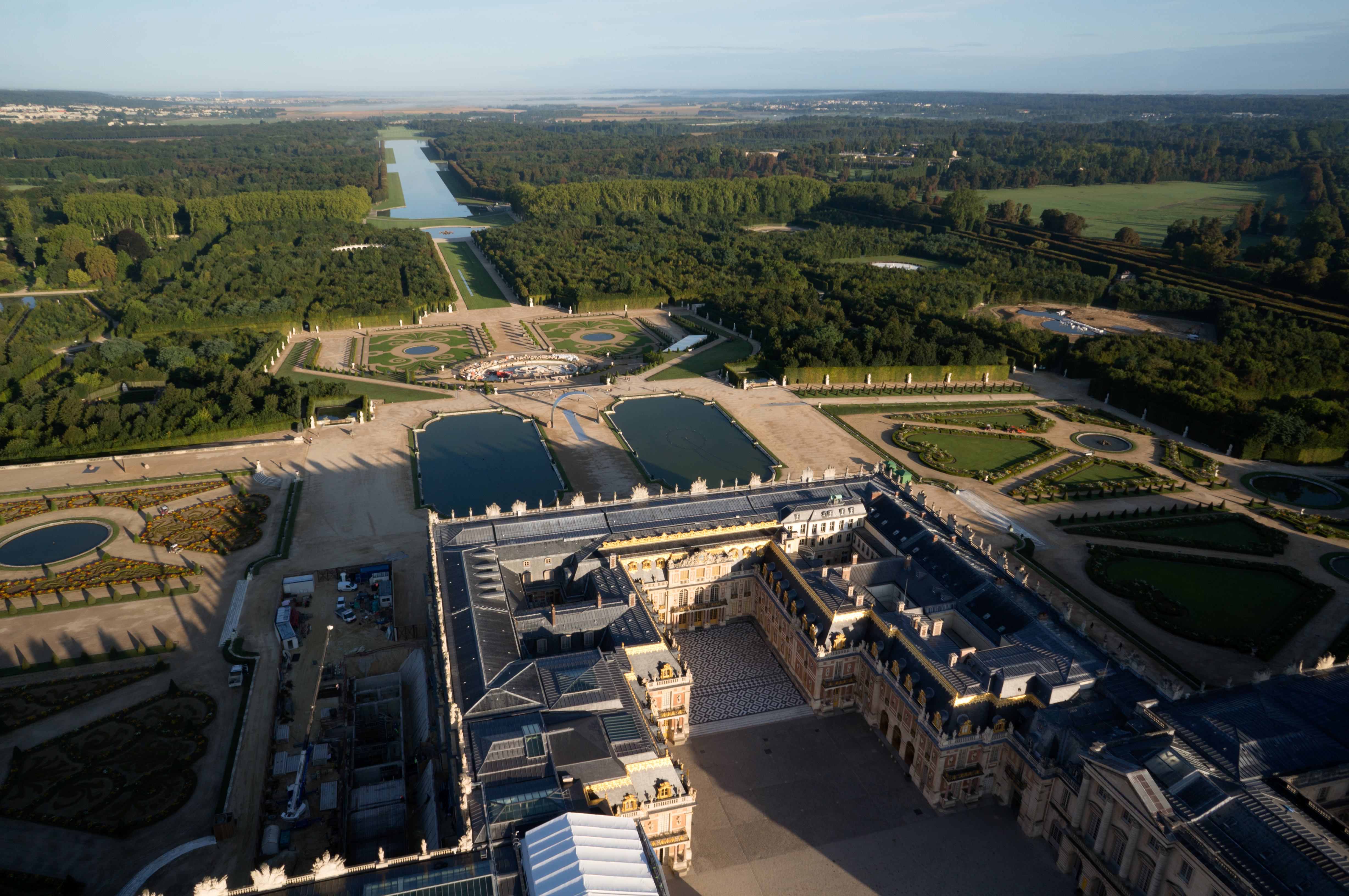
کاخ ورسای

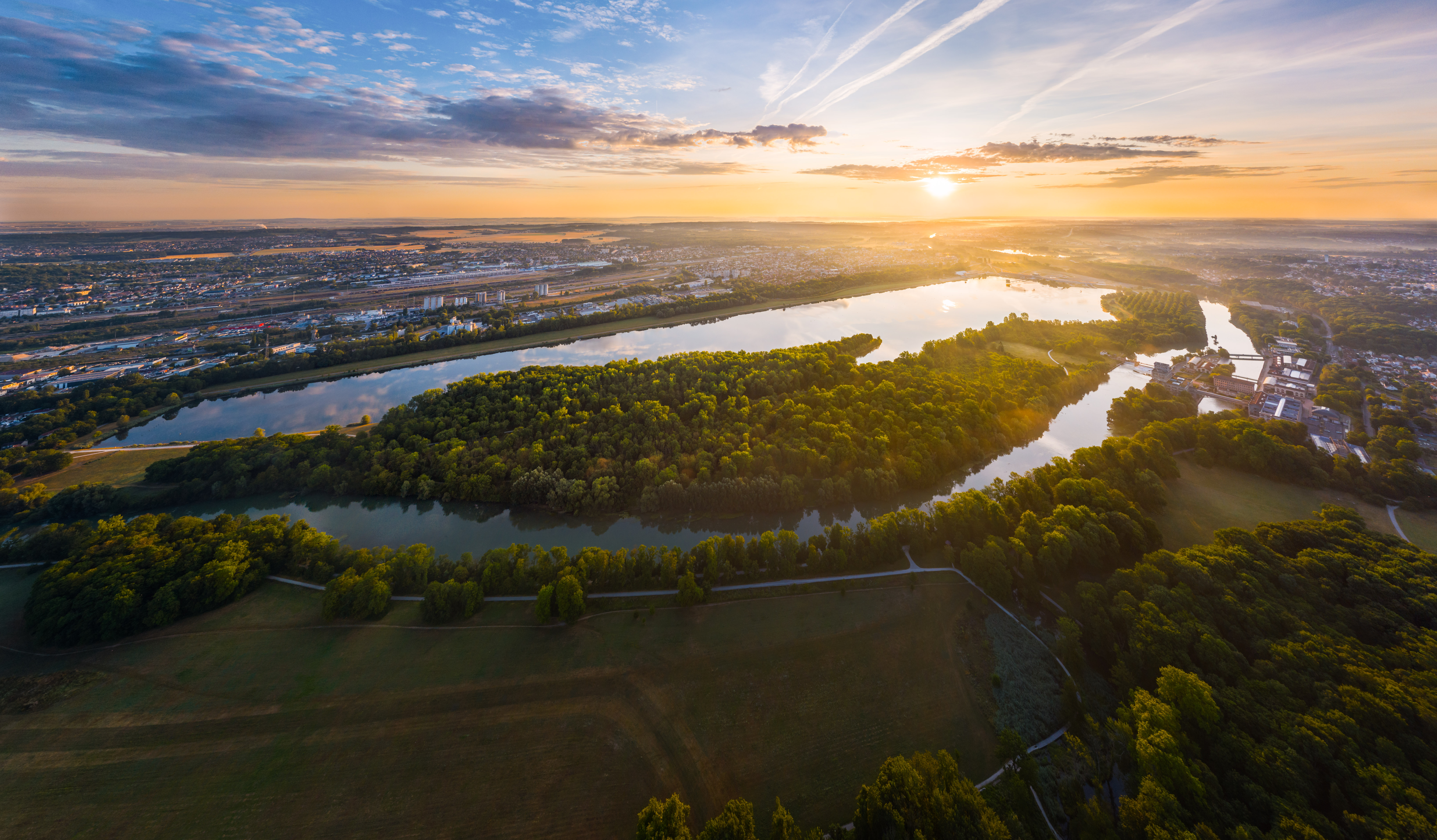
Vaires-Torcy Nautical Centre

| ورزشگاه                  | رویداد                        | ظرفیت                    | وضعیت |
| ------------------------ | ----------------------------- | ------------------------ | ----- |
| باغ‌های ورسای             | سوارکاری                      | ۸۰٬۰۰۰ (۲۲٬۰۰۰ + ۵۸٬۰۰۰) | موقت  |
| باغ‌های ورسای             | پنج‌گانه مدرن (به‌جز شمشیربازی) | ۸۰٬۰۰۰ (۲۲٬۰۰۰ + ۵۸٬۰۰۰) | موقت  |
| لو گلف ناسیونال          | گلف                           | ۳۵٬۰۰۰                   | موجود |
| الانکور                  | دوچرخه‌سواری (کوهستان)         | ۲۵٬۰۰۰                   | موجود |
| پیست سن-کونتان-ان-ایولین | دوچرخه‌سواری (پیست)            | ۵٬۰۰۰                    | موجود |
| پیست سن-کونتان-ان-ایولین | دوچرخه‌سواری (بی‌ام‌اکس رقابتی)  | ۵٬۰۰۰                    | موجود |

#### خارج از پاریس

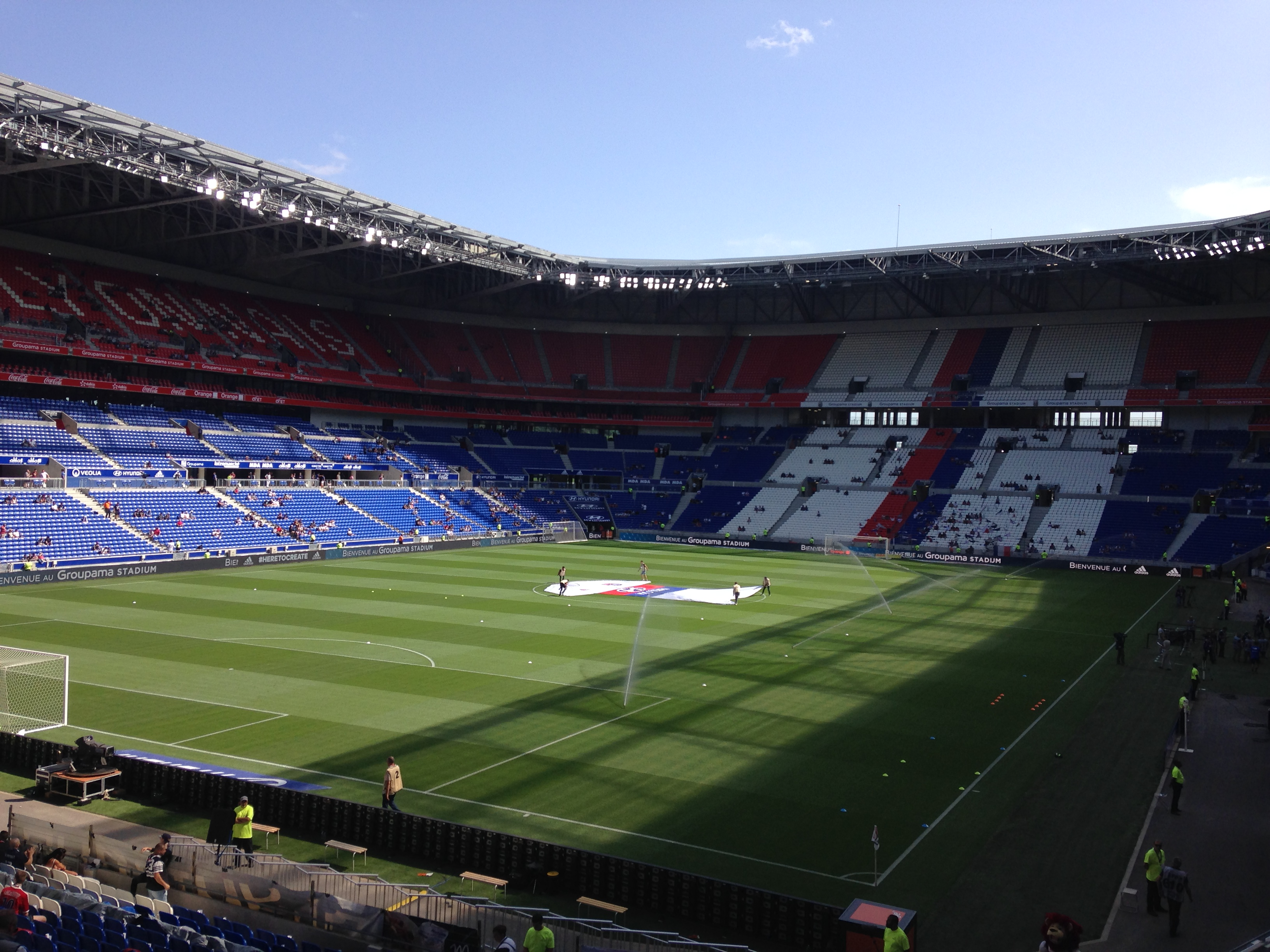
ورزشگاه پارک المپیک لیون

| ورزشگاه                                             | رویداد                                                                   | ظرفیت  | وضعیت |
| --------------------------------------------------- | ------------------------------------------------------------------------ | ------ | ----- |
| ورزشگاه پیر مائوروی (لیل)                           | بسکتبال (گروهی)                                                          | ۲۶٬۰۰۰ | موجود |
| ورزشگاه پیر مائوروی (لیل)                           | هندبال (فینال)                                                           | ۲۶٬۰۰۰ | موجود |
| استادیوم ملی المپیک دریایی ایل دوفرانس (سر-سور-مرن) | روئینگ                                                                   | ۲۲٬۰۰۰ | موجود |
| استادیوم ملی المپیک دریایی ایل دوفرانس (سر-سور-مرن) | کانو-کایاک (سرعت)                                                        | ۲۲٬۰۰۰ | موجود |
| استادیوم ملی المپیک دریایی ایل دوفرانس (سر-سور-مرن) | کانو-کایاک (اسلالوم)                                                     | ۲۲٬۰۰۰ | موجود |
| ورزشگاه ولودروم (مارسی)                             | فوتبال (۶ مرحله مقدماتی، یک چهارم نهایی زنان و یک بازی نیمه نهایی مردان) | ۶۷٬۳۹۴ | موجود |
| ورزشگاه پارک المپیک لیون (لیون)                     | فوتبال (۶ مرحله مقدماتی، یک چهارم نهایی مردان و یک بازی نیمه نهایی زنان) | ۵۹٬۱۸۶ | موجود |
| ورزشگاه نیو بوردو (بوردو)                           | فوتبال (۶ مرحله مقدماتی، یک چهارم نهایی زنان، مسابقه مدال برنز مردان)    | ۴۲٬۱۱۵ | موجود |
| ورزشگاه ژوفروا-گیشار (سن-اتین)                      | فوتبال (۶ مرحله مقدماتی، یک چهارم نهایی مردان، مسابقه مدال برنز زنان)    | ۴۱٬۹۶۵ | موجود |
| ورزشگاه آلیانز ریویرا (نیس)                         | فوتبال (۶ مرحله مقدماتی، یک چهارم نهایی)                                 | ۳۵٬۶۲۴ | موجود |
| ورزشگاه استاد دو لا بوژوار (نانت)                   | فوتبال (۶ مرحله مقدماتی، یک چهارم نهایی)                                 | ۳۵٬۳۲۲ | موجود |
| بندر مارسی (مارسی)                                  | قایقرانی بادبانی                                                         | ۵٬۰۰۰  | موجود |
| تئاهوپوئو (تاهیتی)                                  | موج‌سواری                                                                 | ۵٬۰۰۰  | موجود |
| مرکز ملی تیراندازی (شاتورو)                         | تیراندازی                                                                | ۳٬۰۰۰  | موجود |

#### غیررقابتی
| ورزشگاه                                        | رویداد                 | ظرفیت           | وضعیت                 |
| ---------------------------------------------- | ---------------------- | --------------- | --------------------- |
| میدان شان دو مارس و باغ‌های تروکادرو            | آیین گشایش             | ۳۰٬۰۰۰ / ۱۳٬۰۰۰ | موقت                  |
| میدان شان دو مارس و باغ‌های تروکادرو            | پارک قهرمانان          | ۳۰٬۰۰۰ / ۱۳٬۰۰۰ | موقت                  |
| رود سن                                         | آیین گشایش             | ۵۷۰٬۰۰۰         | موقت                  |
| دهکده المپیک                                   | دهکده المپیکی          | ۱۸٬۰۰۰ ورزشکار  | ساخته شده برای بازی‌ها |
| آرانوی ۵, تاهیتی                               | دهکده المپیکی موج‌سواری | ۲۵۶ ورزشکار     | موجود                 |
| پارک ار د ون (Parc de l'Aire des Vents), دوینی | دهکده رسانه            | —               | موقت                  |
| دهکده اداری مرکز نمایشگاهی و رسانه‌ای, لو بورژه | مرکز پخش بین‌المللی     | ۱۵٬۰۰۰          | موجود                 |
| مرکز همایش‌های پاریس                            | مرکز پخس اصلی          | —               | موجود                 |

## ورزش‌ها
| \| - ورزش‌های آبی - شنای موزون (۲) - شیرجه (۸) - شنای ماراتن (۲) - شنا (۳۵) - واترپلو (۲) - تیراندازی با کمان (۵) - دو و میدانی (۴۸) - بدمینتون (۵) - بسکتبال - بسکتبال (۲) - بسکتبال ۳ نفره (۲) - بوکس (۱۳) - رقص بریک (۲) \| - قایقرانی - اسلالوم (۶) - اسپرینت (۱۰) - دوچرخه‌سواری - بی‌ام‌اکس نمایشی (۲) - بی‌ام‌اکس رقابتی (۲) - کوهستان (۲) - جاده (۴) - پست (۱۲) - سوارکاری - درساژ (۲) - اونتینگ (۲) - پرش (۲) - شمشیربازی (۱۲) \| - هاکی روی چمن (۲) - فوتبال (۲) - گلف (۲) - ژیمناستیک - هنری (۱۴) - ریتمیک (۲) - ترامپولین (۲) - هندبال (۲) - جودو (۱۵) - پنج‌گانه مدرن (۲) - روئینگ (۱۴) - راگبی ۷ نفره (۲) - قایقرانی بادبانی (۱۰) - تیراندازی (۱۵) \| - اسکیت‌بردینگ (۴) - سنگ‌نوردی (۴) - موج‌سواری (۲) - تنیس روی میز (۵) - تکواندو (۸) - تنیس روی میز (۵) - سه‌گانه (۳) - والیبال - والیبال (۲) - والیبال ساحلی (۲) - وزنه‌برداری (۱۰) - کشتی - آزاد (۱۲) - فرنگی (۶) \| | | | |
| - ورزش‌های آبی - شنای موزون (۲) - شیرجه (۸) - شنای ماراتن (۲) - شنا (۳۵) - واترپلو (۲) - تیراندازی با کمان (۵) - دو و میدانی (۴۸) - بدمینتون (۵) - بسکتبال - بسکتبال (۲) - بسکتبال ۳ نفره (۲) - بوکس (۱۳) - رقص بریک (۲) | - قایقرانی - اسلالوم (۶) - اسپرینت (۱۰) - دوچرخه‌سواری - بی‌ام‌اکس نمایشی (۲) - بی‌ام‌اکس رقابتی (۲) - کوهستان (۲) - جاده (۴) - پست (۱۲) - سوارکاری - درساژ (۲) - اونتینگ (۲) - پرش (۲) - شمشیربازی (۱۲) | - هاکی روی چمن (۲) - فوتبال (۲) - گلف (۲) - ژیمناستیک - هنری (۱۴) - ریتمیک (۲) - ترامپولین (۲) - هندبال (۲) - جودو (۱۵) - پنج‌گانه مدرن (۲) - روئینگ (۱۴) - راگبی ۷ نفره (۲) - قایقرانی بادبانی (۱۰) - تیراندازی (۱۵) | - اسکیت‌بردینگ (۴) - سنگ‌نوردی (۴) - موج‌سواری (۲) - تنیس روی میز (۵) - تکواندو (۸) - تنیس روی میز (۵) - سه‌گانه (۳) - والیبال - والیبال (۲) - والیبال ساحلی (۲) - وزنه‌برداری (۱۰) - کشتی - آزاد (۱۲) - فرنگی (۶) |

## تقویم
| OC | گشایش | ● | مسابقات | ۱ | مسابقه فینال | CC | پایانی |

| ژوئیه/اوت ۲۰۲۴              | ژوئیه/اوت ۲۰۲۴              | ژوئیه    | ژوئیه    | ژوئیه    | ژوئیه    | ژوئیه    | ژوئیه    | ژوئیه    | ژوئیه    | اوت     | اوت     | اوت     | اوت     | اوت     | اوت     | اوت      | اوت     | اوت     | اوت               | اوت      | تعداد مدال‌های طلا |
| ژوئیه/اوت ۲۰۲۴              | ژوئیه/اوت ۲۰۲۴              | 24th Wed | 25th Thu | 26th Fri | 27th Sat | 28th Sun | 29th Mon | 30th Tue | 31st Wed | 1st Thu | 2nd Fri | 3rd Sat | 4th Sun | 5th Mon | 6th Tue | 7th Wed  | 8th Thu | 9th Fri | 10th Sat          | 11th Sun | تعداد مدال‌های طلا |
| --------------------------- | --------------------------- | -------- | -------- | -------- | -------- | -------- | -------- | -------- | -------- | ------- | ------- | ------- | ------- | ------- | ------- | -------- | ------- | ------- | ----------------- | -------- | ----------------- |
| آیین‌ها                      | آیین‌ها                      |          |          | OC       |          |          |          |          |          |         |         |         |         |         |         |          |         |         |                   | CC       | —                 |
| ورزش‌های آبی                 | شنای موزون                  |          |          |          |          |          |          |          |          |         |         |         |         | ●       | ●       | ۱        |         | ●       | ۱                 |          | ۲                 |
| ورزش‌های آبی                 | شیرجه                       |          |          |          | ۱        |          | ۱        |          | ۱        |         | ۱       |         |         | ●       | ۱       | ●        | ۱       | ۱       | ۱                 |          | ۸                 |
| ورزش‌های آبی                 | شنای ماراتن                 |          |          |          |          |          |          |          |          |         |         |         |         |         |         |          | ۱       | ۱       |                   |          | ۲                 |
| ورزش‌های آبی                 | شنا                         |          |          |          | ۴        | ۳        | ۵        | ۳        | ۵        | ۴       | ۳       | ۴       | ۴       |         |         |          |         |         |                   |          | ۳۵                |
| ورزش‌های آبی                 | واترپلو                     |          |          |          | ●        | ●        | ●        | ●        | ●        | ●       | ●       | ●       | ●       | ●       | ●       | ●        | ●       | ●       | ۱                 | ۱        | ۲                 |
| تیراندازی با کمان           | تیراندازی با کمان           |          | ●        |          |          | ۱        | ۱        | ●        | ●        | ●       | ۱       | ۱       | ۱       |         |         |          |         |         |                   |          | ۵                 |
| دو و میدانی                 | دو و میدانی                 |          |          |          |          |          |          |          |          | ۲       | ۱       | ۵       | ۳       | ۴       | ۵       | ۵        | ۵       | ۸       | ۹                 | ۱        | ۴۸                |
| بدمینتون                    | بدمینتون                    |          |          |          | ●        | ●        | ●        | ●        | ●        | ●       | ۱       | ۱       | ۱       | ۲       |         |          |         |         |                   |          | ۵                 |
| بسکتبال                     | بسکتبال                     |          |          |          | ●        | ●        | ●        | ●        | ●        | ●       | ●       | ●       | ●       |         | ●       | ●        | ●       | ●       | ۱                 | ۱        | ۲                 |
| بسکتبال                     | بسکتبال ۳ نفره              |          |          |          |          |          |          | ●        | ●        | ●       | ●       | ●       | ●       | ۲       |         |          |         |         |                   |          | ۲                 |
| بوکس                        | بوکس                        |          |          |          | ●        | ●        | ●        | ●        | ●        | ●       | ●       | ●       | ●       |         | ۱       | ۲        | ۲       | ۴       | ۴                 |          | ۱۳                |
| رقص بریک                    | رقص بریک                    |          |          |          |          |          |          |          |          |         |         |         |         |         |         |          |         | ۱       | ۱                 |          | ۲                 |
| قایقرانی                    | اسلالوم                     |          |          |          | ●        | ۱        | ۱        | ●        | ۱        | ۱       | ●       | ●       | ●       | ۲       |         |          |         |         |                   |          | ۶                 |
| قایقرانی                    | اسپرینت                     |          |          |          |          |          |          |          |          |         |         |         |         |         | ●       | ●        | ۳       | ۴       | ۳                 |          | ۱۰                |
| دوچرخه‌سواری                 | جاده                        |          |          |          | ۲        |          |          |          |          |         |         | ۱       | ۱       |         |         |          |         |         |                   |          | ۴                 |
| دوچرخه‌سواری                 | پیست                        |          |          |          |          |          |          |          |          |         |         |         |         | ۱       | ۱       | ۲        | ۲       | ۲       | ۱                 | ۳        | ۱۲                |
| دوچرخه‌سواری                 | بی‌ام‌اکس                     |          |          |          |          |          |          | ●        | ۲        | ●       | ۲       |         |         |         |         |          |         |         |                   |          | ۴                 |
| دوچرخه‌سواری                 | کوهستان                     |          |          |          |          | ۱        | ۱        |          |          |         |         |         |         |         |         |          |         |         |                   |          | ۲                 |
| سوارکاری                    |                             |          |          |          |          |          |          |          |          |         |         |         |         |         |         |          |         |         |                   |          |                   |
| درساژ                       |                             |          |          |          |          |          | ●        | ●        |          |         | ۱       | ۱       |         |         |         |          |         |         |                   | ۲        |                   |
| اونتینگ                     |                             |          |          | ●        | ●        | ۲        |          |          |          |         |         |         |         |         |         |          |         |         |                   | ۲        |                   |
| پرش                         |                             |          |          |          |          |          |          |          | ●        | ۱       |         |         | ●       | ۱       |         |          |         |         |                   | ۲        |                   |
| شمشیربازی                   | شمشیربازی                   |          |          |          | ۲        | ۲        | ۲        | ۱        | ۱        | ۱       | ۱       | ۱       | ۱       |         |         |          |         |         |                   |          | ۱۲                |
| هاکی روی چمن                | هاکی روی چمن                |          |          |          | ●        | ●        | ●        | ●        | ●        | ●       | ●       | ●       | ●       | ●       | ●       | ●        | ۱       | ۱       |                   |          | ۲                 |
| فوتبال                      | فوتبال                      | ●        | ●        |          | ●        | ●        |          | ●        | ●        |         | ●       | ●       |         | ●       | ●       |          | ●       | ۱       | ۱                 |          | ۲                 |
| گلف                         | گلف                         |          |          |          |          |          |          |          |          | ●       | ●       | ●       | ۱       |         |         | ●        | ●       | ●       | ۱                 |          | ۲                 |
| ژیمناستیک                   | هنری                        |          |          |          | ●        | ●        | ۱        | ۱        | ۱        | ۱       |         | ۳       | ۳       | ۴       |         |          |         |         |                   |          | ۱۴                |
| ژیمناستیک                   | ریتمیک                      |          |          |          |          |          |          |          |          |         |         |         |         |         |         |          | ●       | ۱       | ۱                 |          | ۲                 |
| ژیمناستیک                   | ترامپولین                   |          |          |          |          |          |          |          |          |         | ۲       |         |         |         |         |          |         |         |                   |          | ۲                 |
| هندبال                      | هندبال                      |          | ●        |          | ●        | ●        | ●        | ●        | ●        | ●       | ●       | ●       | ●       |         | ●       | ●        | ●       | ●       | ۱                 | ۱        | ۲                 |
| جودو                        | جودو                        |          |          |          | ۲        | ۲        | ۲        | ۲        | ۲        | ۲       | ۲       | ۱       |         |         |         |          |         |         |                   |          | ۱۵                |
| پنج‌گانه مدرن                | پنج‌گانه مدرن                |          |          |          |          |          |          |          |          |         |         |         |         |         |         |          | ●       | ●       | ۱                 | ۱        | ۲                 |
| روئینگ                      | روئینگ                      |          |          |          | ●        | ●        | ●        | ●        | ۲        | ۴       | ۴       | ۴       |         |         |         |          |         |         |                   |          | ۱۴                |
| راگبی ۷ نفره                | راگبی ۷ نفره                | ●        | ●        |          | ۱        | ●        | ●        | ۱        |          |         |         |         |         |         |         |          |         |         |                   |          | ۲                 |
| قایقرانی بادبانی            | قایقرانی بادبانی            |          |          |          |          | ●        | ●        | ●        | ●        | ۲       | ۲       | ●       | ●       | ●       | ۲       | ۲        | ۲       |         |                   |          | ۱۰                |
| تیراندازی                   | تیراندازی                   |          |          |          | ۱        | ۲        | ۲        | ۲        | ۱        | ۱       | ۱       | ۲       | ۱       | ۲       |         |          |         |         |                   |          | ۱۵                |
| اسکیت‌بردینگ                 | اسکیت‌بردینگ                 |          |          |          | ۱        | ۱        |          |          |          |         |         |         |         |         | ۱       | ۱        |         |         |                   |          | ۴                 |
| سنگ‌نوردی                    | سنگ‌نوردی                    |          |          |          |          |          |          |          |          |         |         |         |         | ●       | ●       | ۱        | ۱       | ۱       | ۱                 |          | ۴                 |
| موج‌سواری                    | موج‌سواری                    |          |          |          | ●        | ●        | ●        | ●        | ۲        |         |         |         |         |         |         |          |         |         |                   |          | ۲                 |
| تنیس روی میز                | تنیس روی میز                |          |          |          | ●        | ●        | ●        | ۱        | ●        | ●       | ●       | ۱       | ۱       | ●       | ●       | ●        | ●       | ۱       | ۱                 |          | ۵                 |
| تکواندو                     | تکواندو                     |          |          |          |          |          |          |          |          |         |         |         |         |         |         | ۲        | ۲       | ۲       | ۲                 |          | ۸                 |
| تنیس                        | تنیس                        |          |          |          | ●        | ●        | ●        | ●        | ●        | ●       | ۱       | ۲       | ۲       |         |         |          |         |         |                   |          | ۵                 |
| سه‌گانه                      | سه‌گانه                      |          |          |          |          |          |          | ۱        | ۱        |         |         |         |         | ۱       |         |          |         |         |                   |          | ۳                 |
| والیبال                     | والیبال ساحلی               |          |          |          | ●        | ●        | ●        | ●        | ●        | ●       | ●       | ●       | ●       | ●       | ●       | ●        | ●       | ۱       | ۱                 |          | ۲                 |
| والیبال                     | والیبال                     |          |          |          | ●        | ●        | ●        | ●        | ●        | ●       | ●       | ●       | ●       | ●       | ●       | ●        | ●       | ●       | ۱                 | ۱        | ۲                 |
| وزنه‌برداری                  | وزنه‌برداری                  |          |          |          |          |          |          |          |          |         |         |         |         |         |         | ۲        | ۲       | ۲       | ۳                 | ۱        | ۱۰                |
| کشتی                        | کشتی                        |          |          |          |          |          |          |          |          |         |         |         |         | ●       | ۳       | ۳        | ۳       | ۳       | ۳                 | ۳        | ۱۸                |
| مجموع مدال‌های طلای روزانه   | مجموع مدال‌های طلای روزانه   |          |          |          | ۱۴       | ۱۳       | ۱۸       | ۱۲       | ۱۹       | ۱۸      | ۲۳      | ۲۷      | ۲۰      | ۱۸      | ۱۵      | ۲۱       | ۲۵      | ۳۴      | ۳۹                | ۱۳       | ۳۲۹               |
| مجموع مدال‌های طلای اعطا شده | مجموع مدال‌های طلای اعطا شده |          |          |          | ۱۴       | ۲۷       | ۴۵       | ۵۷       | ۷۶       | ۹۴      | ۱۱۷     | ۱۴۴     | ۱۶۴     | ۱۸۲     | ۱۹۷     | ۲۱۸      | ۲۴۳     | ۲۷۷     | ۳۱۶               | ۳۲۹      | ۳۲۹               |
| مرداد ۱۴۰۳                  |                             |          |          |          |          |          |          |          |          |         |         |         |         |         |         |          |         |         |                   |          |                   |
| ۳ چهار                      | ۴ پنج                       | ۵ آدینه  | ۶ شنبه   | ۷ یک     | ۸ دو     | ۹ سه     | ۱۰ چهار  | ۱۱ پنج   | ۱۲ آدینه | ۱۳ شنبه | ۱۴ یک   | ۱۵ دو   | ۱۶ سه   | ۱۷ چهار | ۱۸ پنج  | ۱۹ آدینه | ۲۰ شنبه | ۲۱ یک   | مجموع مدال‌های طلا |          |                   |
| مرداد                       |                             |          |          |          |          |          |          |          |          |         |         |         |         |         |         |          |         |         | مجموع مدال‌های طلا |          |                   |

## کشورهای شرکت‌کننده

کشورهای شرکت کننده

کشورها بر اساس اندازه تیم

| کمیته‌های ملی المپیک |
| --- |
| - آرژانتین (۱۳۶) - جمهوری آذربایجان (۴۷) - آروبا (۶) - آفریقای جنوبی (۱۴۹) - جمهوری آفریقای مرکزی (۴) - آلبانی (۸) - آلمان (۴۲۸) - آنتیگوآ و باربودا (۵) - آندورا (۲) - آنگولا (۲۴) - اتریش (۷۸) - اتیوپی (۳۴) - اردن (۱۲) - ارمنستان (۱۵) - اریتره (۱۲) - اروگوئه (۲۵) - ازبکستان (۸۶) - اسپانیا (۳۸۳) - استرالیا (۴۶۰) - استونی (۲۴) - اسرائیل (۸۸) - اسلواکی (۲۸) - اسلوونی (۹۰) - اسواتینی (۳) - افغانستان (۶) - اکوادور (۴۰) - الجزایر (۴۵) - السالوادور (۸) - امارات متحده عربی (۱۳) - اندونزی (۲۹) - اوکراین (۱۴۰) - اوگاندا (۲۴) - ایالات متحده آمریکا (۵۹۲) - ایتالیا (۳۷۱) - ایران (۴۱) - ایرلند (۱۳۴) - ایسلند (۵) - باربادوس (۴) - باهاما (۱۸) - بحرین (۱۳) - برزیل (۲۷۴) - برمودا (۸) - برونئی (۳) - بریتانیای کبیر (۳۲۷) - بلژیک (۱۶۶) - بلغارستان (۴۶) - بلیز (۱) - بنگلادش (۵) - بنین (۵) - بوتان (۳) - بوتسوانا (۱۱) - بوسنی و هرزگوین (۵) - بورکینافاسو (۸) - بوروندی (۷) - بولیوی (۴) - پاپوآ گینه نو (۷) - پاراگوئه (۲۸) - پاکستان (۷) - پالائو (۳) - پاناما (۸) - پرتغال (۷۳) - پرو (۲۶) - تیم پناهندگان المپیک (۳۷) - پورتوریکو (۵۱) - تاجیکستان (۱۴) - تانزانیا (۷) - تایلند (۵۱) - ترکمنستان (۶) - ترکیه (۱۰۲) - ترینیداد و توباگو (۱۸) - توگو (۵) - تونس (۲۷) - تونگا (۴) - تووالو (۲) - تیمور شرقی (۴) - جامائیکا (۵۸) - جیبوتی (۷) - چاد (۳) - جمهوری چک (۱۱۲) - چین (۳۸۸) - چین تایپه (۶۰) - دانمارک (۱۲۴) - دومینیکا (۴) - جمهوری دومینیکن (۵۸) - رواندا (۸) - ورزشکاران بی‌طرف انفرادی (۳۲) - رومانی (۱۰۶) - زامبیا (۲۷) - زیمبابوه (۷) - ژاپن (۴۰۳) - سائوتومه و پرنسیپ (۳) - ساحل عاج (۱۱) - سان مارینو (۵) - ساموآ (۲۴) - ساموآی آمریکا (۲) - سری‌لانکا (۶) - جزایر سلیمان (۲) - سنگاپور (۲۳) - سنگال (۱۱) - سودان (۳) - سودان جنوبی (۱۴) - سورینام (۵) - سنت کیتس و نویس (۳) - سنت لوسیا (۴) - سنت وینسنت و گرنادین‌ها (۴) - سوریه (۶) - سومالی (۱) - سوئد (۱۱۷) - سوئیس (۱۲۷) - سیرالئون (۴) - سیشل (۳) - شیلی (۴۸) - صربستان (۱۱۱) - عراق (۲۲) - عربستان سعودی (۹) - عمان (۴) - غنا (۸) - فرانسه (۵۷۳) (میزبان) - فلسطین (۸) - فنلاند (۵۶) - فیجی (۳۳) - فیلیپین (۲۲) - قبرس (۱۶) - قرقیزستان (۱۶) - قزاقستان (۷۹) - قطر (۱۴) - کاستاریکا (۶) - کامبوج (۳) - کامرون (۶) - کانادا (۳۱۵) - کرواسی (۷۳) - کره جنوبی (۱۴۱) - کره شمالی (۱۶) - کلمبیا (۸۷) - جمهوری دموکراتیک کنگو (۶) - جمهوری کنگو (۴) - کنیا (۷۲) - کوبا (۶۱) - کوزوو (۹) - کومور (۴) - جزایر کوک (۲) - کویت (۹) - کیپ ورد (۷) - کیریباتی (۳) - جزایر کیمن (۴) - گابن (۵) - گامبیا (۷) - گرجستان (۲۸) - گرنادا (۶) - گوآم (۸) - گواتمالا (۱۶) - گویان (۵) - گینه (۲۴) - گینه استوایی (۳) - گینه بیسائو (۶) - لائوس (۴) - لبنان (۱۰) - لتونی (۲۹) - لسوتو (۳) - لوکزامبورگ (۱۴) - لهستان (۲۱۰) - لیبریا (۸) - لیبی (۶) - لیتوانی (۵۰) - لیختن‌اشتاین (۱) - ماداگاسکار (۷) - جزایر مارشال (۴) - مالاوی (۳) - مالت (۵) - مالدیو (۵) - مالزی (۲۶) - مالی (۲۳) - مجارستان (۱۷۰) - مراکش (۵۹) - مصر (۱۴۸) - مغولستان (۳۲) - مقدونیه شمالی (۷) - مکزیک (۱۰۷) - موریتانی (۲) - موریس (۱۳) - موزامبیک (۷) - مولداوی (۲۶) - موناکو (۶) - مونته‌نگرو (۱۹) - میانمار (۲) - ایالات فدرال میکرونزی (۳) - نامیبیا (۴) - نائورو (۱) - نپال (۷) - نروژ (۱۰۷) - نیجر (۷) - نیجریه (۸۸) - نیکاراگوئه (۷) - نیوزیلند (۱۹۵) - وانواتو (۶) - ونزوئلا (۳۳) - ویتنام (۱۶) - جزایر ویرجین (۵) - جزایر ویرجین بریتانیا (۴) - هائیتی (۷) - هلند (۲۵۸) - هند (۱۱۲) - هندوراس (۴) - هنگ کنگ (۳۶) - یمن (۴) - یونان (۱۰۰) |

کشورهای شرکت‌کننده بر پایه تعداد ورزشکار
تا تاریخ ۲۵ ژوئیه ۲۰۲۴
| رتبه | اِن‌اُ‌سی                   | ورزشکار |
| ---- | ----------------------- | ------- |
| ۱    | ایالات متحده آمریکا     | ۵۹۲     |
| ۲    | فرانسه                  | ۵۷۳     |
| ۳    | استرالیا                | ۴۶۰     |
| ۴    | آلمان                   | ۴۲۸     |
| ۵    | ژاپن                    | ۴۰۳     |
| ۶    | چین                     | ۳۸۸     |
| ۷    | اسپانیا                 | ۳۸۳     |
| ۸    | ایتالیا                 | ۳۷۱     |
| ۹    | بریتانیای کبیر          | ۳۲۷     |
| ۱۰   | کانادا                  | ۳۱۵     |
| ۱۱   | برزیل                   | ۲۷۴     |
| ۱۲   | هلند                    | ۲۵۸     |
| ۱۳   | لهستان                  | ۲۱۰     |
| ۱۴   | نیوزیلند                | ۱۹۵     |
| ۱۵   | مجارستان                | ۱۷۰     |
| ۱۶   | بلژیک                   | ۱۶۶     |
| ۱۷   | آفریقای جنوبی           | ۱۴۹     |
| ۱۸   | مصر                     | ۱۴۸     |
| ۱۹   | کره جنوبی               | ۱۴۱     |
| ۲۰   | اوکراین                 | ۱۴۰     |
| ۲۱   | آرژانتین                | ۱۳۶     |
| ۲۲   | ایرلند                  | ۱۳۴     |
| ۲۳   | سوئیس                   | ۱۲۷     |
| ۲۴   | دانمارک                 | ۱۲۴     |
| ۲۵   | سوئد                    | ۱۱۷     |
| ۲۶   | جمهوری چک               | ۱۱۲     |
| ۲۶   | هند                     | ۱۱۲     |
| ۲۸   | صربستان                 | ۱۱۱     |
| ۲۹   | مکزیک                   | ۱۰۷     |
| ۲۹   | نروژ                    | ۱۰۷     |
| ۳۱   | رومانی                  | ۱۰۶     |
| ۳۲   | ترکیه                   | ۱۰۲     |
| ۳۳   | یونان                   | ۱۰۰     |
| ۳۴   | اسلوونی                 | ۹۰      |
| ۳۵   | اسرائیل                 | ۸۸      |
| ۳۵   | نیجریه                  | ۸۸      |
| ۳۷   | کلمبیا                  | ۸۷      |
| ۳۸   | ازبکستان                | ۸۶      |
| ۳۹   | قزاقستان                | ۷۹      |
| ۴۰   | اتریش                   | ۷۷      |
| ۴۱   | کرواسی                  | ۷۳      |
| ۴۱   | پرتغال                  | ۷۳      |
| ۴۳   | کنیا                    | ۷۲      |
| ۴۴   | کوبا                    | ۶۱      |
| ۴۵   | چین تایپه               | ۶۰      |
| ۴۵   | مراکش                   | ۶۰      |
| ۴۷   | جمهوری دومینیکن         | ۵۸      |
| ۴۸   | جامائیکا                | ۵۸      |
| ۴۹   | فنلاند                  | ۵۶      |
| ۵۰   | پورتوریکو               | ۵۱      |
| ۵۰   | تایلند                  | ۵۱      |
| ۵۲   | لیتوانی                 | ۵۰      |
| ۵۳   | شیلی                    | ۴۸      |
| ۵۴   | جمهوری آذربایجان        | ۴۷      |
| ۵۵   | بلغارستان               | ۴۶      |
| ۵۶   | الجزایر                 | ۴۵      |
| ۵۷   | ایران                   | ۴۱      |
| ۵۸   | اکوادور                 | ۴۰      |
| ۵۹   | تیم پناهندگان المپیک    | ۳۷      |
| ۶۰   | هنگ کنگ                 | ۳۶      |
| ۶۱   | اتیوپی                  | ۳۴      |
| ۶۲   | فیجی                    | ۳۳      |
| ۶۲   | ونزوئلا                 | ۳۳      |
| ۶۴   | ورزشکاران بی‌طرف انفرادی | ۳۲      |
| ۶۴   | مغولستان                | ۳۲      |
| ۶۶   | اندونزی                 | ۲۹      |
| ۶۶   | لتونی                   | ۲۹      |
| ۶۸   | گرجستان                 | ۲۸      |
| ۶۸   | پاراگوئه                | ۲۸      |
| ۶۸   | اسلواکی                 | ۲۸      |
| ۷۱   | تونس                    | ۲۷      |
| ۷۱   | زامبیا                  | ۲۷      |
| ۷۳   | مالزی                   | ۲۶      |
| ۷۳   | مولداوی                 | ۲۶      |
| ۷۳   | پرو                     | ۲۶      |
| ۷۶   | اروگوئه                 | ۲۵      |
| ۷۷   | آنگولا                  | ۲۴      |
| ۷۷   | استونی                  | ۲۴      |
| ۷۷   | گینه                    | ۲۴      |
| ۷۷   | ساموآ                   | ۲۴      |
| ۷۷   | اوگاندا                 | ۲۴      |
| ۸۲   | مالی                    | ۲۳      |
| ۸۲   | سنگاپور                 | ۲۳      |
| ۸۴   | عراق                    | ۲۲      |
| ۸۴   | فیلیپین                 | ۲۲      |
| ۸۶   | مونته‌نگرو               | ۱۹      |
| ۸۷   | باهاما                  | ۱۸      |
| ۸۷   | ترینیداد و توباگو       | ۱۸      |
| ۸۹   | قبرس                    | ۱۶      |
| ۸۹   | گواتمالا                | ۱۶      |
| ۸۹   | قرقیزستان               | ۱۶      |
| ۸۹   | کره شمالی               | ۱۶      |
| ۸۹   | ویتنام                  | ۱۶      |
| ۹۴   | ارمنستان                | ۱۵      |
| ۹۵   | لوکزامبورگ              | ۱۴      |
| ۹۵   | قطر                     | ۱۴      |
| ۹۵   | سودان جنوبی             | ۱۴      |
| ۹۵   | تاجیکستان               | ۱۴      |
| ۹۹   | بحرین                   | ۱۳      |
| ۹۹   | موریس                   | ۱۳      |
| ۹۹   | امارات متحده عربی       | ۱۳      |
| ۱۰۲  | اریتره                  | ۱۲      |
| ۱۰۲  | اردن                    | ۱۲      |
| ۱۰۴  | بوتسوانا                | ۱۱      |
| ۱۰۴  | ساحل عاج                | ۱۱      |
| ۱۰۴  | سنگال                   | ۱۱      |
| ۱۰۷  | لبنان                   | ۱۰      |
| ۱۰۸  | کوزوو                   | ۹       |
| ۱۰۸  | کویت                    | ۹       |
| ۱۰۸  | عربستان سعودی           | ۹       |
| ۱۱۱  | آلبانی                  | ۸       |
| ۱۱۱  | برمودا                  | ۸       |
| ۱۱۱  | بورکینافاسو             | ۸       |
| ۱۱۱  | السالوادور              | ۸       |
| ۱۱۱  | غنا                     | ۸       |
| ۱۱۱  | گوآم                    | ۸       |
| ۱۱۱  | لیبریا                  | ۸       |
| ۱۱۱  | فلسطین                  | ۸       |
| ۱۱۱  | پاناما                  | ۸       |
| ۱۱۱  | رواندا                  | ۸       |
| ۱۲۱  | بوروندی                 | ۷       |
| ۱۲۱  | کیپ ورد                 | ۷       |
| ۱۲۱  | جیبوتی                  | ۷       |
| ۱۲۱  | گامبیا                  | ۷       |
| ۱۲۱  | هائیتی                  | ۷       |
| ۱۲۱  | ماداگاسکار              | ۷       |
| ۱۲۱  | موزامبیک                | ۷       |
| ۱۲۱  | نپال                    | ۷       |
| ۱۲۱  | نیکاراگوئه              | ۷       |
| ۱۲۱  | نیجر                    | ۷       |
| ۱۲۱  | مقدونیه شمالی           | ۷       |
| ۱۲۱  | پاکستان                 | ۷       |
| ۱۲۱  | پاپوآ گینه نو           | ۷       |
| ۱۲۱  | تانزانیا                | ۷       |
| ۱۲۱  | زیمبابوه                | ۷       |
| ۱۳۶  | افغانستان               | ۶       |
| ۱۳۶  | آروبا                   | ۶       |
| ۱۳۶  | کامرون                  | ۶       |
| ۱۳۶  | کاستاریکا               | ۶       |
| ۱۳۶  | جمهوری دموکراتیک کنگو   | ۶       |
| ۱۳۶  | گرنادا                  | ۶       |
| ۱۳۶  | گینه بیسائو             | ۶       |
| ۱۳۶  | لیبی                    | ۶       |
| ۱۳۶  | موناکو                  | ۶       |
| ۱۳۶  | سری‌لانکا                | ۶       |
| ۱۳۶  | سوریه                   | ۶       |
| ۱۳۶  | ترکمنستان               | ۶       |
| ۱۳۶  | وانواتو                 | ۶       |
| ۱۴۹  | آنتیگوآ و باربودا       | ۵       |
| ۱۴۹  | بنگلادش                 | ۵       |
| ۱۴۹  | بنین                    | ۵       |
| ۱۴۹  | بوسنی و هرزگوین         | ۵       |
| ۱۴۹  | گابن                    | ۵       |
| ۱۴۹  | گویان                   | ۵       |
| ۱۴۹  | ایسلند                  | ۵       |
| ۱۴۹  | مالدیو                  | ۵       |
| ۱۴۹  | مالت                    | ۵       |
| ۱۴۹  | سان مارینو              | ۵       |
| ۱۴۹  | سورینام                 | ۵       |
| ۱۴۹  | توگو                    | ۵       |
| ۱۴۹  | جزایر ویرجین            | ۵       |
| ۱۶۲  | باربادوس                | ۴       |
| ۱۶۲  | جزایر ویرجین بریتانیا   | ۴       |
| ۱۶۲  | بولیوی                  | ۴       |
| ۱۶۲  | جزایر کیمن              | ۴       |
| ۱۶۲  | جمهوری آفریقای مرکزی    | ۴       |
| ۱۶۲  | کومور                   | ۴       |
| ۱۶۲  | دومینیکا                | ۴       |
| ۱۶۲  | تیمور شرقی              | ۴       |
| ۱۶۲  | هندوراس                 | ۴       |
| ۱۶۲  | لائوس                   | ۴       |
| ۱۶۲  | جزایر مارشال            | ۴       |
| ۱۶۲  | نامیبیا                 | ۴       |
| ۱۶۲  | عمان                    | ۴       |
| ۱۶۲  | جمهوری کنگو             | ۴       |
| ۱۶۲  | سنت وینسنت و گرنادین‌ها  | ۴       |
| ۱۶۲  | سنت لوسیا               | ۴       |
| ۱۶۲  | سیرالئون                | ۴       |
| ۱۶۲  | تونگا                   | ۴       |
| ۱۶۲  | یمن                     | ۴       |
| ۱۸۱  | بوتان                   | ۳       |
| ۱۸۱  | برونئی                  | ۳       |
| ۱۸۱  | کامبوج                  | ۳       |
| ۱۸۱  | چاد                     | ۳       |
| ۱۸۱  | گینه استوایی            | ۳       |
| ۱۸۱  | اسواتینی                | ۳       |
| ۱۸۱  | ایالات فدرال میکرونزی   | ۳       |
| ۱۸۱  | کیریباتی                | ۳       |
| ۱۸۱  | لسوتو                   | ۳       |
| ۱۸۱  | مالاوی                  | ۳       |
| ۱۸۱  | پالائو                  | ۳       |
| ۱۸۱  | سنت کیتس و نویس         | ۳       |
| ۱۸۱  | سائوتومه و پرنسیپ       | ۳       |
| ۱۸۱  | سیشل                    | ۳       |
| ۱۸۱  | سودان                   | ۳       |
| ۱۹۶  | ساموآی آمریکا           | ۲       |
| ۱۹۶  | آندورا                  | ۲       |
| ۱۹۶  | جزایر کوک               | ۲       |
| ۱۹۶  | موریتانی                | ۲       |
| ۱۹۶  | میانمار                 | ۲       |
| ۱۹۶  | جزایر سلیمان            | ۲       |
| ۱۹۶  | تووالو                  | ۲       |
| ۲۰۳  | بلیز                    | ۱       |
| ۲۰۳  | لیختن‌اشتاین             | ۱       |
| ۲۰۳  | نائورو                  | ۱       |
| ۲۰۳  | سومالی                  | ۱       |

## جدول مدال‌ها
*   فرانسه
| رتبه           | NOC                     | طلا | نقره | برنز | مجموع |
| -------------- | ----------------------- | --- | ---- | ---- | ----- |
| ۱              | ایالات متحده آمریکا     | ۴۰  | ۴۴   | ۴۲   | ۱۲۶   |
| ۲              | چین                     | ۴۰  | ۲۷   | ۲۴   | ۹۱    |
| ۳              | ژاپن                    | ۲۰  | ۱۲   | ۱۳   | ۴۵    |
| ۴              | استرالیا                | ۱۸  | ۱۹   | ۱۶   | ۵۳    |
| ۵              | فرانسه*                 | ۱۶  | ۲۶   | ۲۲   | ۶۴    |
| ۶              | هلند                    | ۱۵  | ۷    | ۱۲   | ۳۴    |
| ۷              | بریتانیای کبیر          | ۱۴  | ۲۲   | ۲۹   | ۶۵    |
| ۸              | کره جنوبی               | ۱۳  | ۹    | ۱۰   | ۳۲    |
| ۹              | ایتالیا                 | ۱۲  | ۱۳   | ۱۵   | ۴۰    |
| ۱۰             | آلمان                   | ۱۲  | ۱۳   | ۸    | ۳۳    |
| ۱۱             | نیوزیلند                | ۱۰  | ۷    | ۳    | ۲۰    |
| ۱۲             | کانادا                  | ۹   | ۷    | ۱۱   | ۲۷    |
| ۱۳             | ازبکستان                | ۸   | ۲    | ۳    | ۱۳    |
| ۱۴             | مجارستان                | ۶   | ۷    | ۶    | ۱۹    |
| ۱۵             | اسپانیا                 | ۵   | ۴    | ۹    | ۱۸    |
| ۱۶             | سوئد                    | ۴   | ۴    | ۳    | ۱۱    |
| ۱۷             | کنیا                    | ۴   | ۲    | ۵    | ۱۱    |
| ۱۸             | نروژ                    | ۴   | ۱    | ۳    | ۸     |
| ۱۹             | ایرلند                  | ۴   | ۰    | ۳    | ۷     |
| ۲۰             | برزیل                   | ۳   | ۷    | ۱۰   | ۲۰    |
| ۲۱             | ایران                   | ۳   | ۶    | ۳    | ۱۲    |
| ۲۲             | اوکراین                 | ۳   | ۵    | ۴    | ۱۲    |
| ۲۳             | رومانی                  | ۳   | ۴    | ۲    | ۹     |
| ۲۴             | گرجستان                 | ۳   | ۳    | ۱    | ۷     |
| ۲۵             | بلژیک                   | ۳   | ۱    | ۶    | ۱۰    |
| ۲۶             | بلغارستان               | ۳   | ۱    | ۳    | ۷     |
| ۲۷             | صربستان                 | ۳   | ۱    | ۱    | ۵     |
| ۲۸             | جمهوری چک               | ۳   | ۰    | ۲    | ۵     |
| ۲۹             | دانمارک                 | ۲   | ۲    | ۵    | ۹     |
| ۳۰             | جمهوری آذربایجان        | ۲   | ۲    | ۳    | ۷     |
| ۳۰             | کرواسی                  | ۲   | ۲    | ۳    | ۷     |
| ۳۲             | کوبا                    | ۲   | ۱    | ۶    | ۹     |
| ۳۳             | بحرین                   | ۲   | ۱    | ۱    | ۴     |
| ۳۴             | اسلوونی                 | ۲   | ۱    | ۰    | ۳     |
| ۳۵             | چین تایپه               | ۲   | ۰    | ۵    | ۷     |
| ۳۶             | اتریش                   | ۲   | ۰    | ۳    | ۵     |
| ۳۷             | فیلیپین                 | ۲   | ۰    | ۲    | ۴     |
| ۳۷             | هنگ کنگ                 | ۲   | ۰    | ۲    | ۴     |
| ۳۹             | الجزایر                 | ۲   | ۰    | ۱    | ۳     |
| ۳۹             | اندونزی                 | ۲   | ۰    | ۱    | ۳     |
| ۴۱             | اسرائیل                 | ۱   | ۵    | ۱    | ۷     |
| ۴۲             | لهستان                  | ۱   | ۴    | ۵    | ۱۰    |
| ۴۳             | قزاقستان                | ۱   | ۳    | ۳    | ۷     |
| ۴۴             | آفریقای جنوبی           | ۱   | ۳    | ۲    | ۶     |
| ۴۴             | تایلند                  | ۱   | ۳    | ۲    | ۶     |
| ۴۴             | جامائیکا                | ۱   | ۳    | ۲    | ۶     |
| –              | ورزشکاران بی‌طرف انفرادی | ۱   | ۳    | ۱    | ۵     |
| ۴۷             | اتیوپی                  | ۱   | ۳    | ۰    | ۴     |
| ۴۸             | سوئیس                   | ۱   | ۲    | ۵    | ۸     |
| ۴۹             | اکوادور                 | ۱   | ۲    | ۲    | ۵     |
| ۵۰             | پرتغال                  | ۱   | ۲    | ۱    | ۴     |
| ۵۱             | یونان                   | ۱   | ۱    | ۶    | ۸     |
| ۵۲             | آرژانتین                | ۱   | ۱    | ۱    | ۳     |
| ۵۲             | تونس                    | ۱   | ۱    | ۱    | ۳     |
| ۵۲             | مصر                     | ۱   | ۱    | ۱    | ۳     |
| ۵۵             | اوگاندا                 | ۱   | ۱    | ۰    | ۲     |
| ۵۵             | بوتسوانا                | ۱   | ۱    | ۰    | ۲     |
| ۵۵             | سنت لوسیا               | ۱   | ۱    | ۰    | ۲     |
| ۵۵             | شیلی                    | ۱   | ۱    | ۰    | ۲     |
| ۵۹             | جمهوری دومینیکن         | ۱   | ۰    | ۲    | ۳     |
| ۶۰             | مراکش                   | ۱   | ۰    | ۱    | ۲     |
| ۶۰             | گواتمالا                | ۱   | ۰    | ۱    | ۲     |
| ۶۲             | دومینیکا                | ۱   | ۰    | ۰    | ۱     |
| ۶۲             | پاکستان                 | ۱   | ۰    | ۰    | ۱     |
| ۶۴             | ترکیه                   | ۰   | ۳    | ۵    | ۸     |
| ۶۵             | مکزیک                   | ۰   | ۳    | ۲    | ۵     |
| ۶۶             | ارمنستان                | ۰   | ۳    | ۱    | ۴     |
| ۶۶             | کلمبیا                  | ۰   | ۳    | ۱    | ۴     |
| ۶۸             | قرقیزستان               | ۰   | ۲    | ۴    | ۶     |
| ۶۸             | کره شمالی               | ۰   | ۲    | ۴    | ۶     |
| ۷۰             | لیتوانی                 | ۰   | ۲    | ۲    | ۴     |
| ۷۱             | هند                     | ۰   | ۱    | ۵    | ۶     |
| ۷۲             | مولداوی                 | ۰   | ۱    | ۳    | ۴     |
| ۷۳             | کوزوو                   | ۰   | ۱    | ۱    | ۲     |
| ۷۴             | اردن                    | ۰   | ۱    | ۰    | ۱     |
| ۷۴             | فیجی                    | ۰   | ۱    | ۰    | ۱     |
| ۷۴             | قبرس                    | ۰   | ۱    | ۰    | ۱     |
| ۷۴             | مغولستان                | ۰   | ۱    | ۰    | ۱     |
| ۷۴             | پاناما                  | ۰   | ۱    | ۰    | ۱     |
| ۷۹             | تاجیکستان               | ۰   | ۰    | ۳    | ۳     |
| ۸۰             | آلبانی                  | ۰   | ۰    | ۲    | ۲     |
| ۸۰             | مالزی                   | ۰   | ۰    | ۲    | ۲     |
| ۸۰             | پورتوریکو               | ۰   | ۰    | ۲    | ۲     |
| ۸۰             | گرنادا                  | ۰   | ۰    | ۲    | ۲     |
| ۸۴             | اسلواکی                 | ۰   | ۰    | ۱    | ۱     |
| ۸۴             | تیم پناهندگان المپیک    | ۰   | ۰    | ۱    | ۱     |
| ۸۴             | زامبیا                  | ۰   | ۰    | ۱    | ۱     |
| ۸۴             | ساحل عاج                | ۰   | ۰    | ۱    | ۱     |
| ۸۴             | سنگاپور                 | ۰   | ۰    | ۱    | ۱     |
| ۸۴             | قطر                     | ۰   | ۰    | ۱    | ۱     |
| ۸۴             | پرو                     | ۰   | ۰    | ۱    | ۱     |
| ۸۴             | کیپ ورد                 | ۰   | ۰    | ۱    | ۱     |
| مجموع (۹۱ NOC) | مجموع (۹۱ NOC)          | ۳۲۹ | ۳۳۰  | ۳۸۵  | ۱۰۴۴  |

## حواشی و انتقادات

### پاکسازی اجتماعی
در جریان آماده‌سازی شهر پاریس برای المپیک، مهاجران آسیب‌پذیر شدند و مسئولان بی خانمان‌ها را از خیابان‌ها بیرون کردند. به گفته فعالان اجتماعی، قبل از شروع مسابقات المپیک حدود ۱۳ هزار مهاجر از خیابان پاریس به مکان‌های دیگری منتقل شدند. به افرادی که از این خیابان‌ها تخلیه شدند، پیشنهاد اسکان داده شد اما اغلب به صورت موقت و دور از پاریس. به گفته یک فعال اجتماعی این فرایند به بی خانمان‌ها و مهاجران آسیب می‌رساند؛ چرا که «آنها شبکه همبستگان قبلی خود را از دست می‌دهند.» در تصویری که از زیر پلی در پاریس ثبت شده است نشان می‌دهد که «ده‌ها بلوک بتنی بزرگ، زاویه دار و نوک تیز» کنار هم چیده شده‌اند تا شرایط حضور بی خانمان‌ها در این مکان از آنها گرفته شود. روزنامه لوموند، مهمترین روزنامه فرانسوی زبان چاپ پاریس نوشت که آن چه در دو هفته المپیک رخ داد چیزی جز سخت‌تر شدن شرایط برای «ناامن‌ترین افراد» نبوده است. این روزنامه گزارش داده که تنها چند دقیقه فاصله با دهکده المپیک، مکانی نمادین برای برگزاری بازی‌های المپیک امسال، صدها نفر در منطقه نوزدهم پاریس در شرایط بسیار ناپایدار منتظر یک وعده غذای گرم هستند. مقام‌های فرانسوی به ویژه با نوع برگزاری مراسم افتتاحیه بارها ادعا کرده‌اند که قصد داشته‌اند سراسر شهر پاریس را به محل برگزاری جشن‌های المپیک تبدیل کنند، اما یک مدافع پناهجویان به رسانه‌های فرانسوی گفته: «این جشن برای همه نیست.» طی ماه ها سازمان‌های حقوق بشری، در مورد اخراج افراد بی‌خانمان و پناهجو از پاریس، قبل از بازی‌های المپیک هشدار دادند.

### کیفیت پایین مدال المپیک
نایجا هیوستن، اسکیت باز تیم ایالات متحده آمریکا که توانست به مدال نقره برسد، از کیفیت مدال ها انتقاد کرد. او حدود ١٠ روز پس از دست یافتن به مدال نقره، در ویدیویی که از وضعیت کنونی مدال خود منتشر کرد، گفت: «این مدال‌های المپیک وقتی کاملاً نو هستند عالی به نظر می‌رسند. اما بعد از اینکه روی پوستم که کمی عرق کرده بود باقی ماند و آخر هفته هم به دوستانم اجازه دادم آن را به گردن بیندازند، می‌بینم آنقدرها که فکر می‌کنید هم کیفیت بالایی ندارد.» در تصاویری که این اسکیت باز آمریکایی به اشتراک گذاشته است، بخش‌هایی از مدال، زنگ‌زده و کدر به نظر می‌رسد و پوشش سطح پشتی مدال که تصویری از الهه یونانی پیروزی بر آن نقش بسته، در حال پوسته شدن است. نایجا هیوستن خطاب به برگزارکنندگان می‌گوید: «نمی‌دانم، شاید باید کیفیت مدال‌های المپیک را کمی بالا ببرید.» هیوستن در استوری اینستاگرام نوشت: «گویا این مدال از جنگ برگشته است.»

## آیین اختتامیه

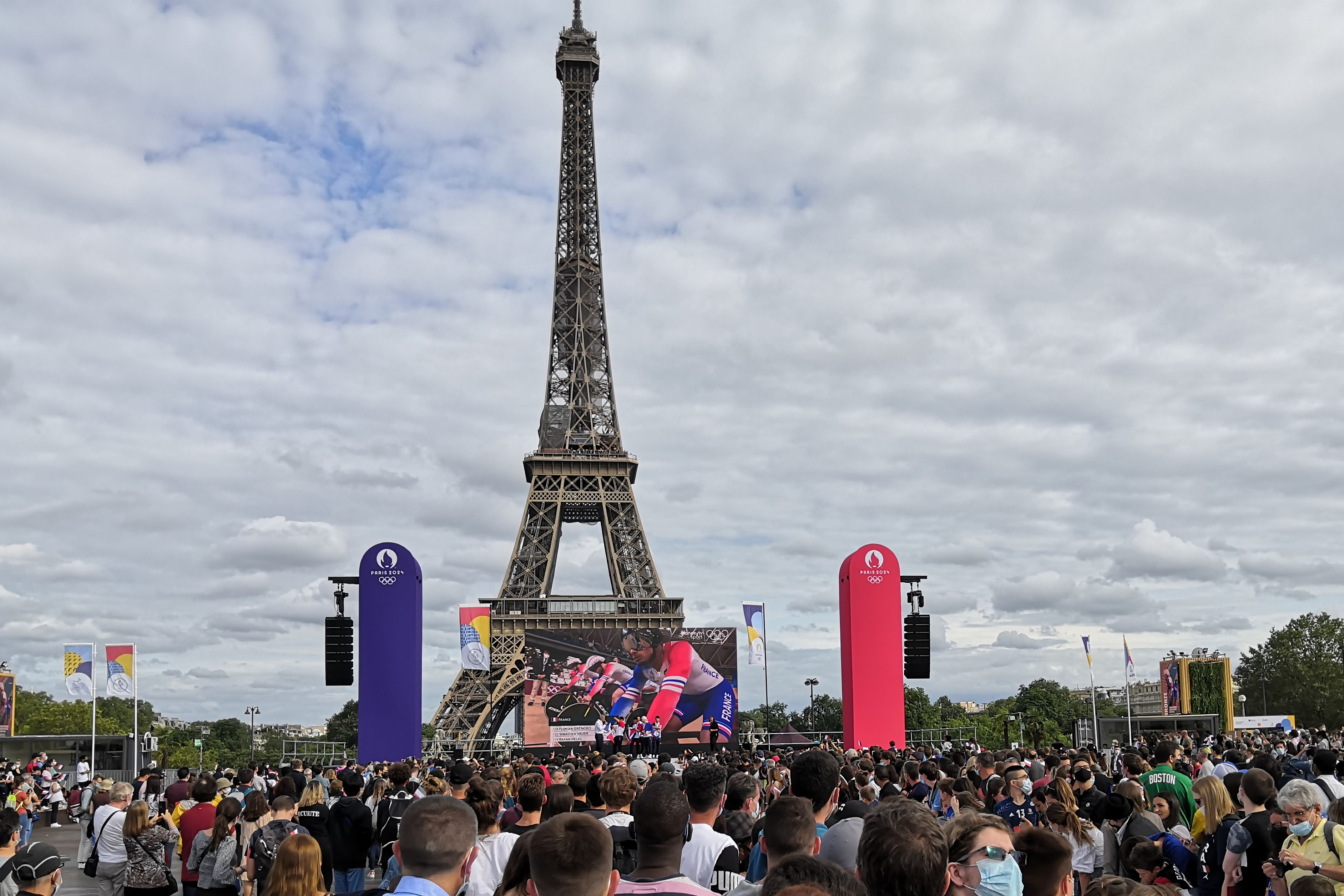
اختتامیه المپیک یکی از آیین‌های ورزشی است که از اوایل پیدایش این مسابقات وجود داشت

اختتامیه این دوره از مسابقات در ۱۱ اوت صورت گرفت. مشعل المپیک توسط شناگر فرانسوی لئون مارشان که در کسب رتبه پنجمی فرانسه نقش بسزایی داشت خاموش شد. همچنین تام کروز با اقتباس از فیلم مأموریت غیرممکن از سقف محل برگزاری اختتامیه با طناب به درون ورزشگاه آمد و پرچم المپیک را دریافت کرد، سپس سوار موتورش شد و از ورزشگاه خارج شد. در ادامه (این بخش مراسم از قبل فیلمبرداری شده بود) وی سوار هواپیمایی شده و در لس آنجلس از آن به پایین پریده و راهی هالیوود می‌شود. او پرچم را به یک دوچرخه سوار تحویل می‌دهد و تغییراتی در لوگوی معروف هالیوود ایجاد می‌کند که این لوگو را شبیه به نماد المپیک می‌کند. 
پس از این مراسم مانند کنسرت ادامه می‌یابد تا به پایان برسد.

## نگارخانه

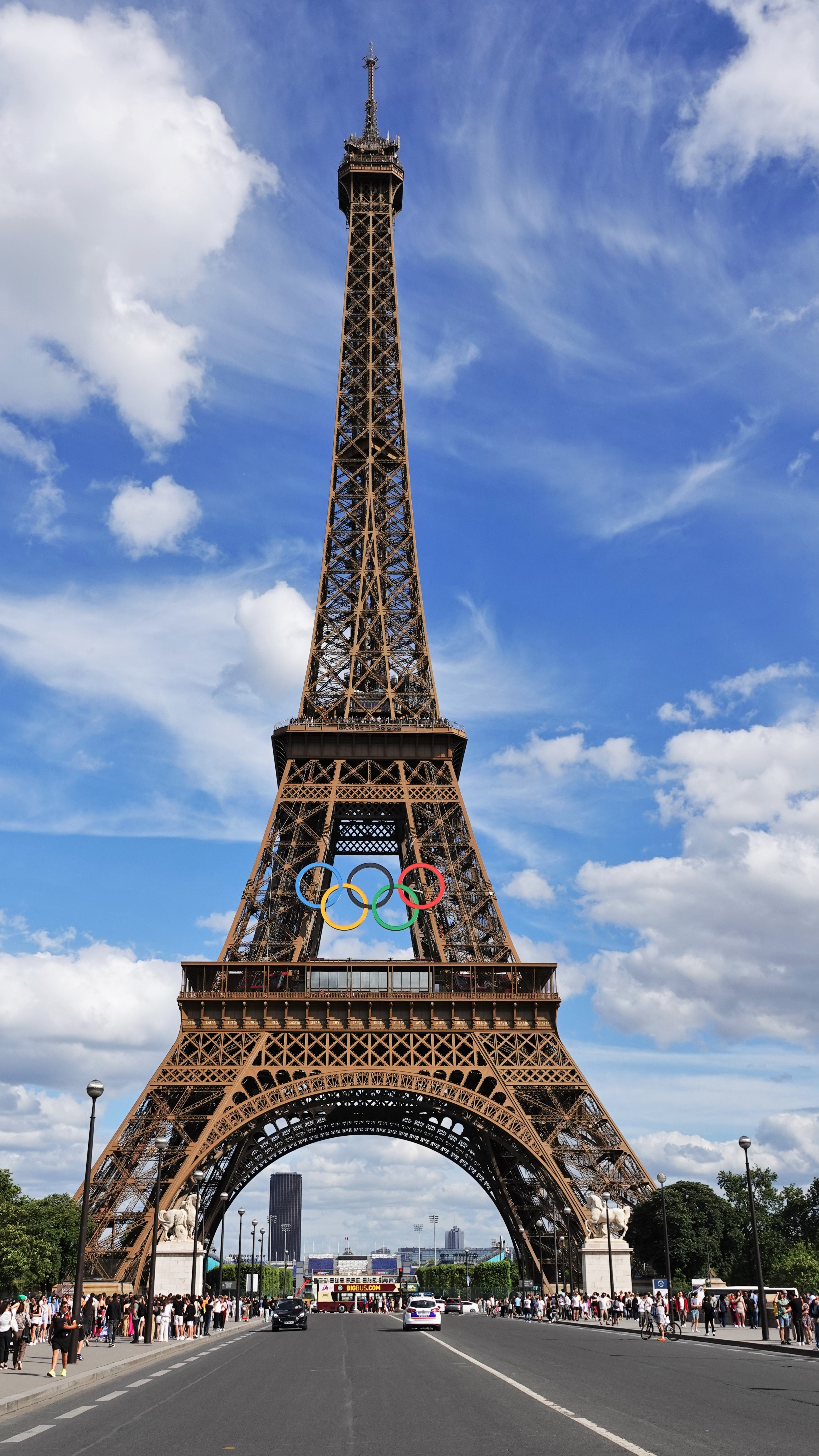
حلقه‌های المپیک در طی برگزاری المپیک پاریس ۲۰۲۴ بر روی برج ایفل.
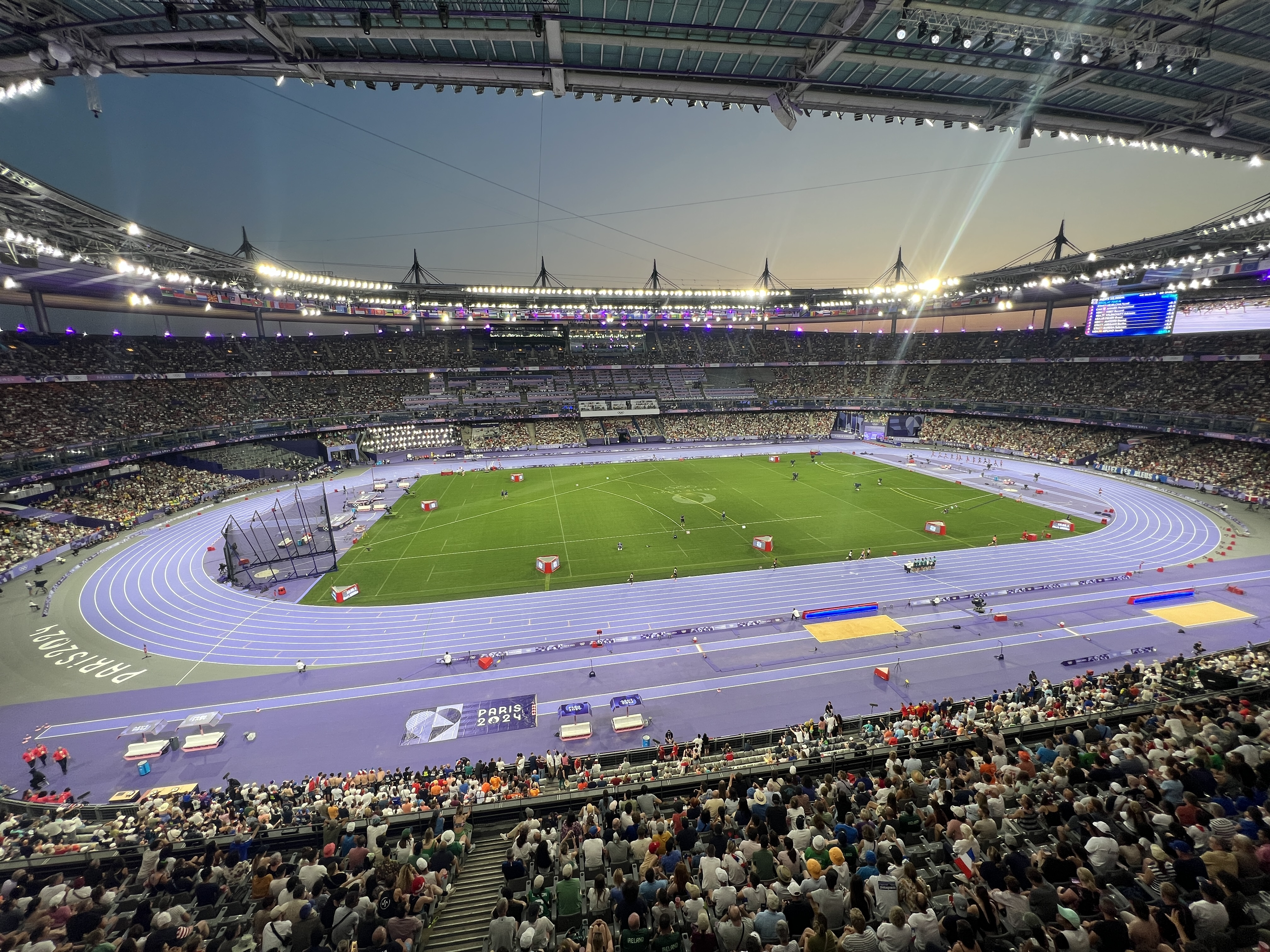
ورزشگاه استاد دو فرانس
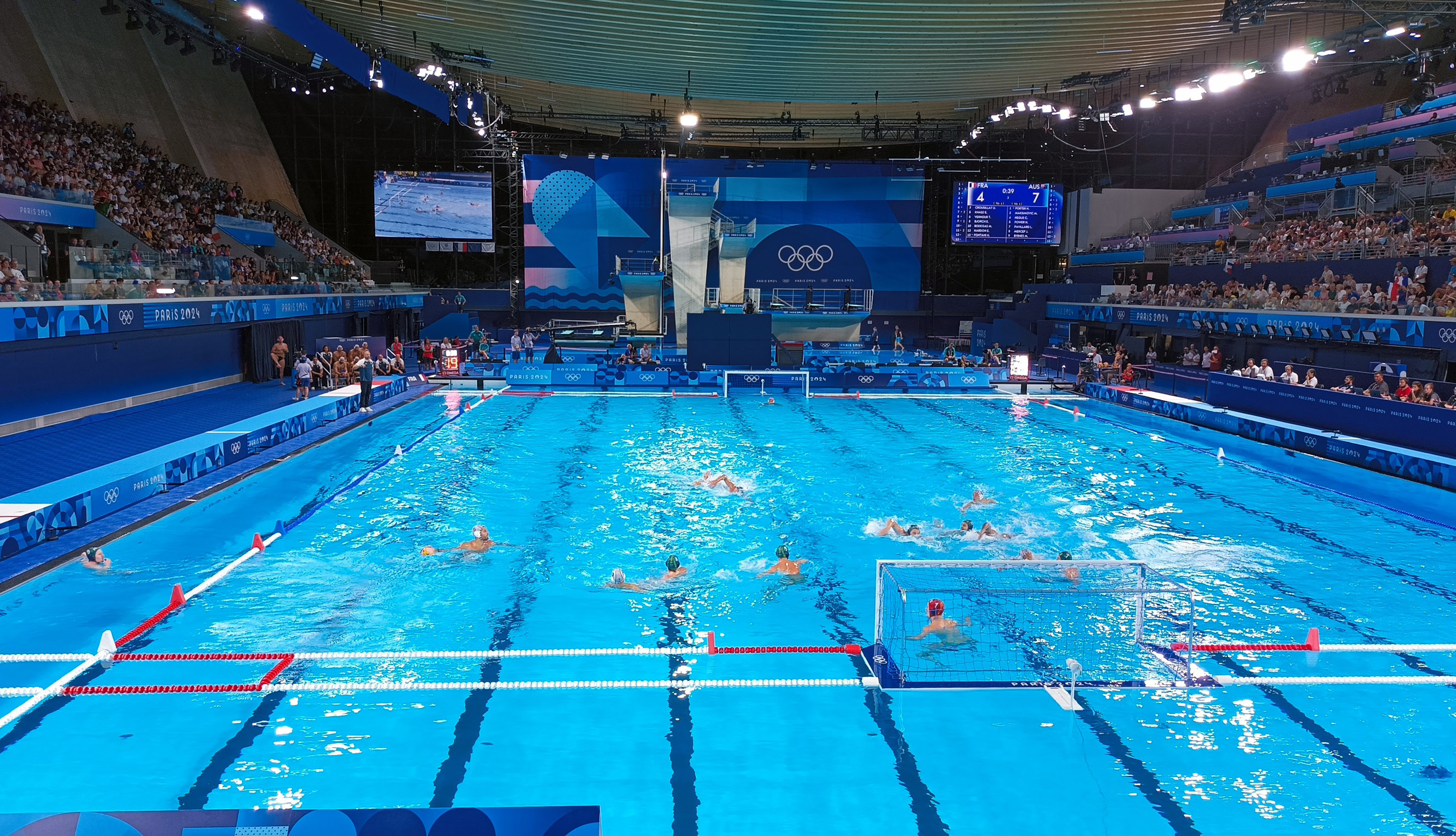
مرکز ورزش‌های آبی پاریس
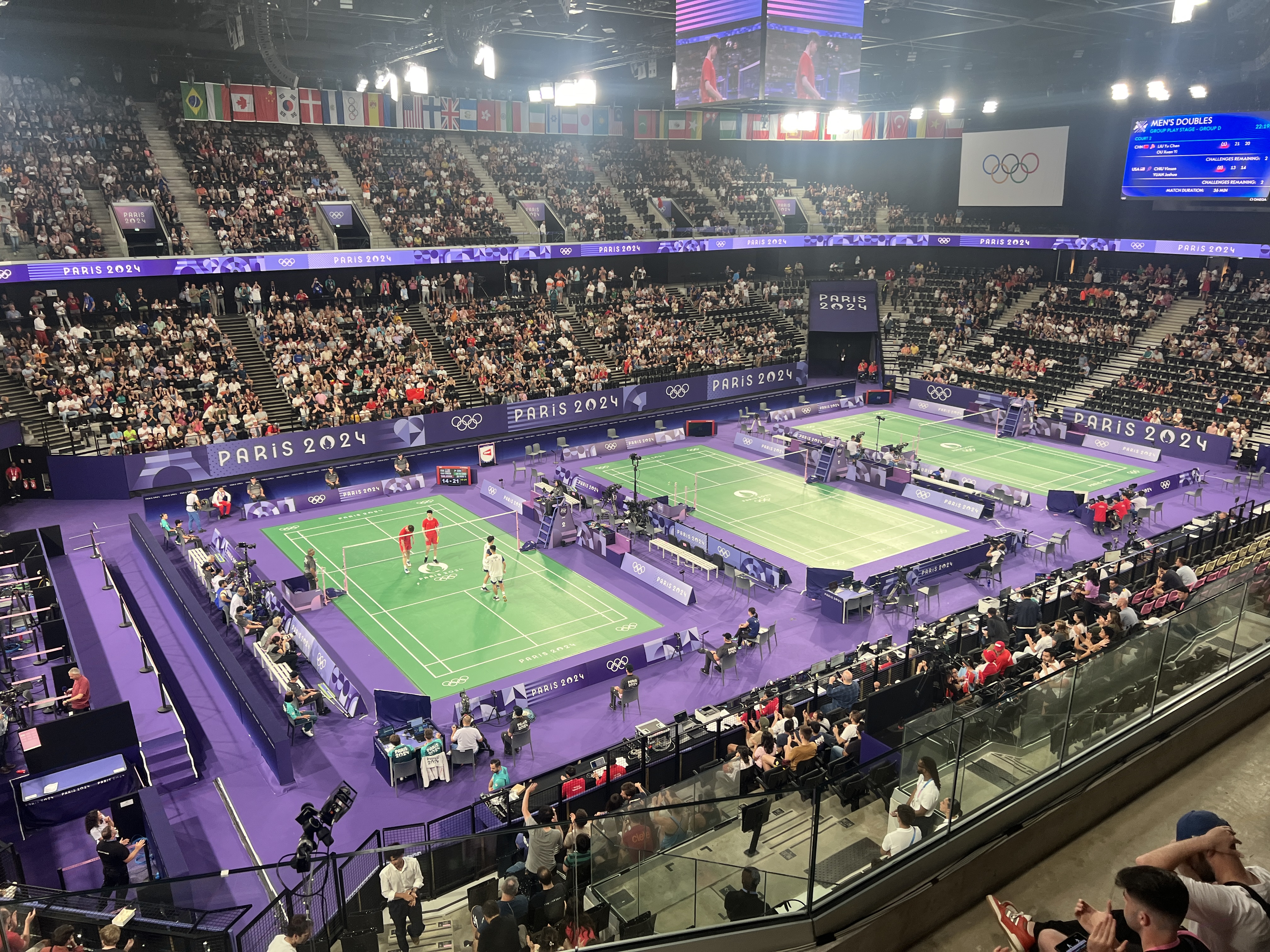
پورت دو لا شپل آرنا
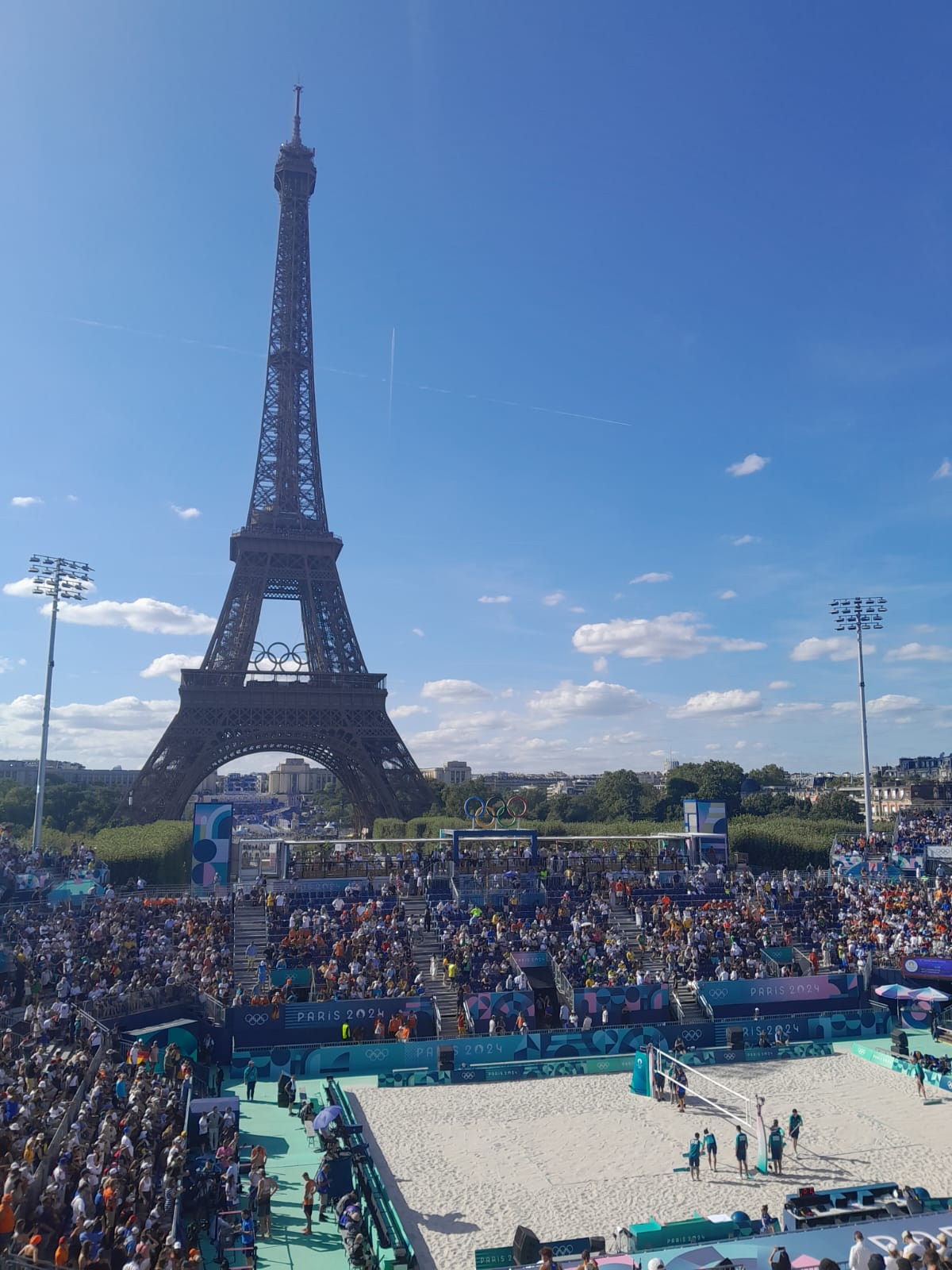
ورزشگاه برج ایفل, میدان شان دو مارس
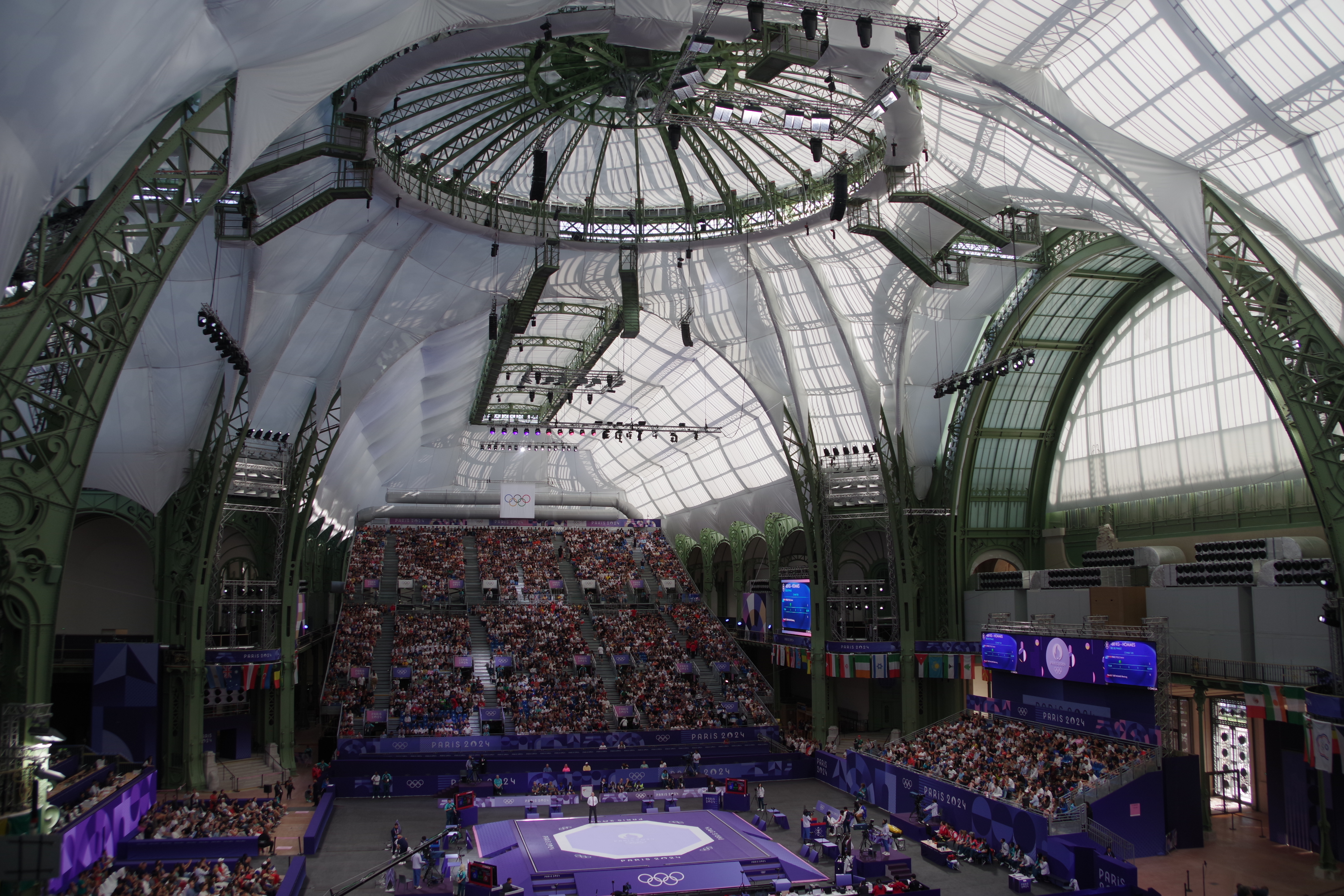
قصر بزرگ
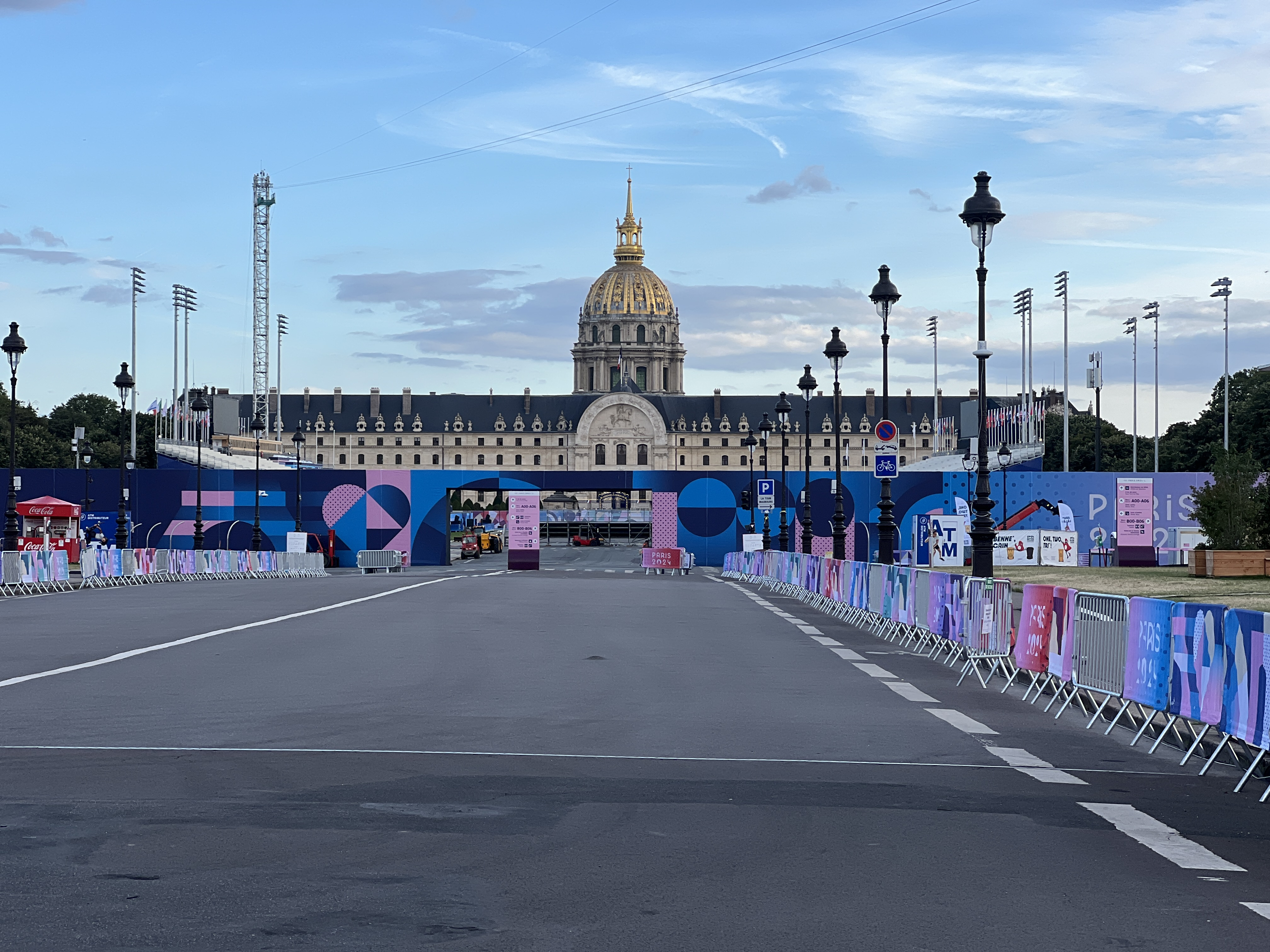
لزنولید
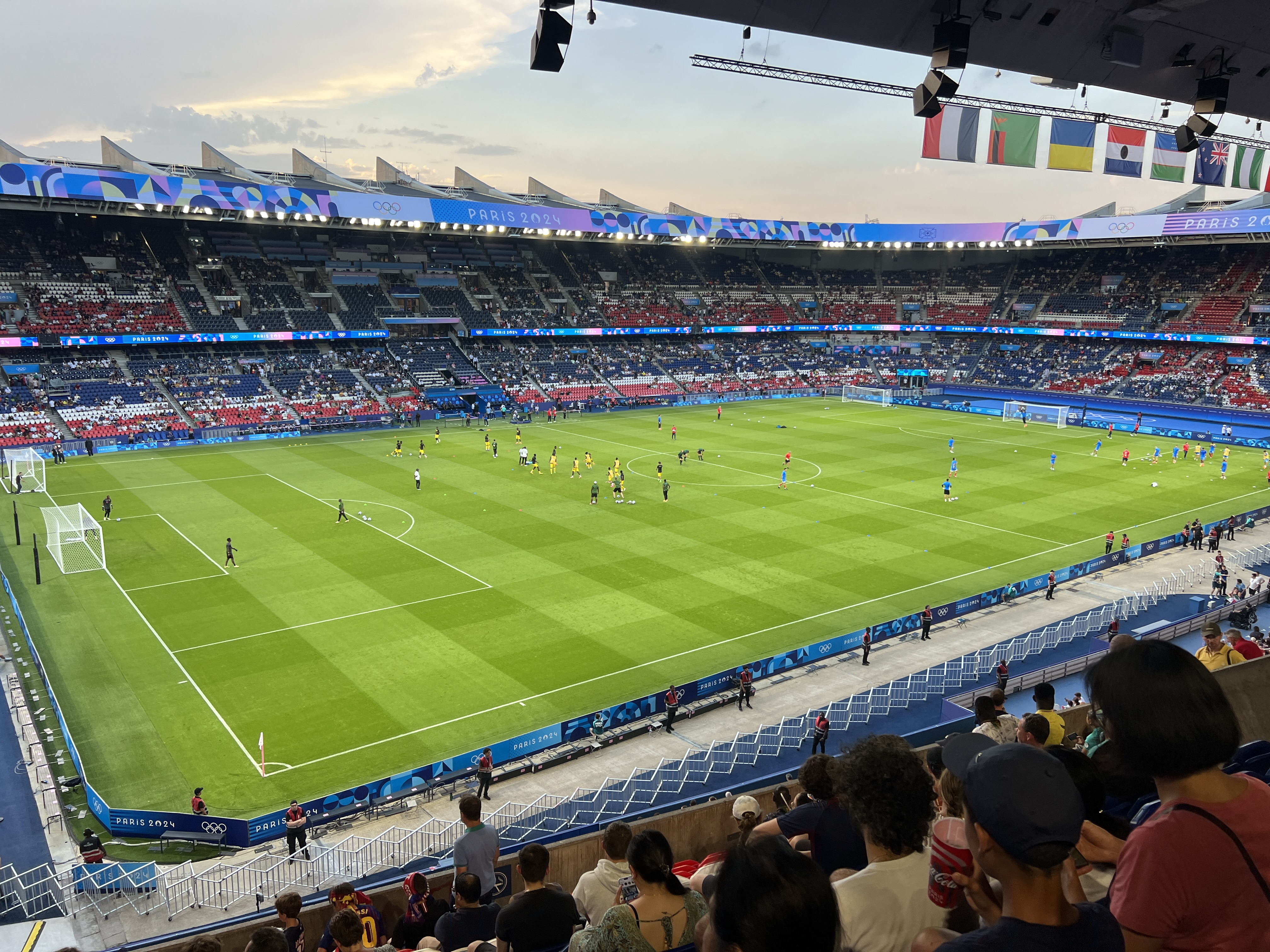
ورزشگاه پارک د پرنس
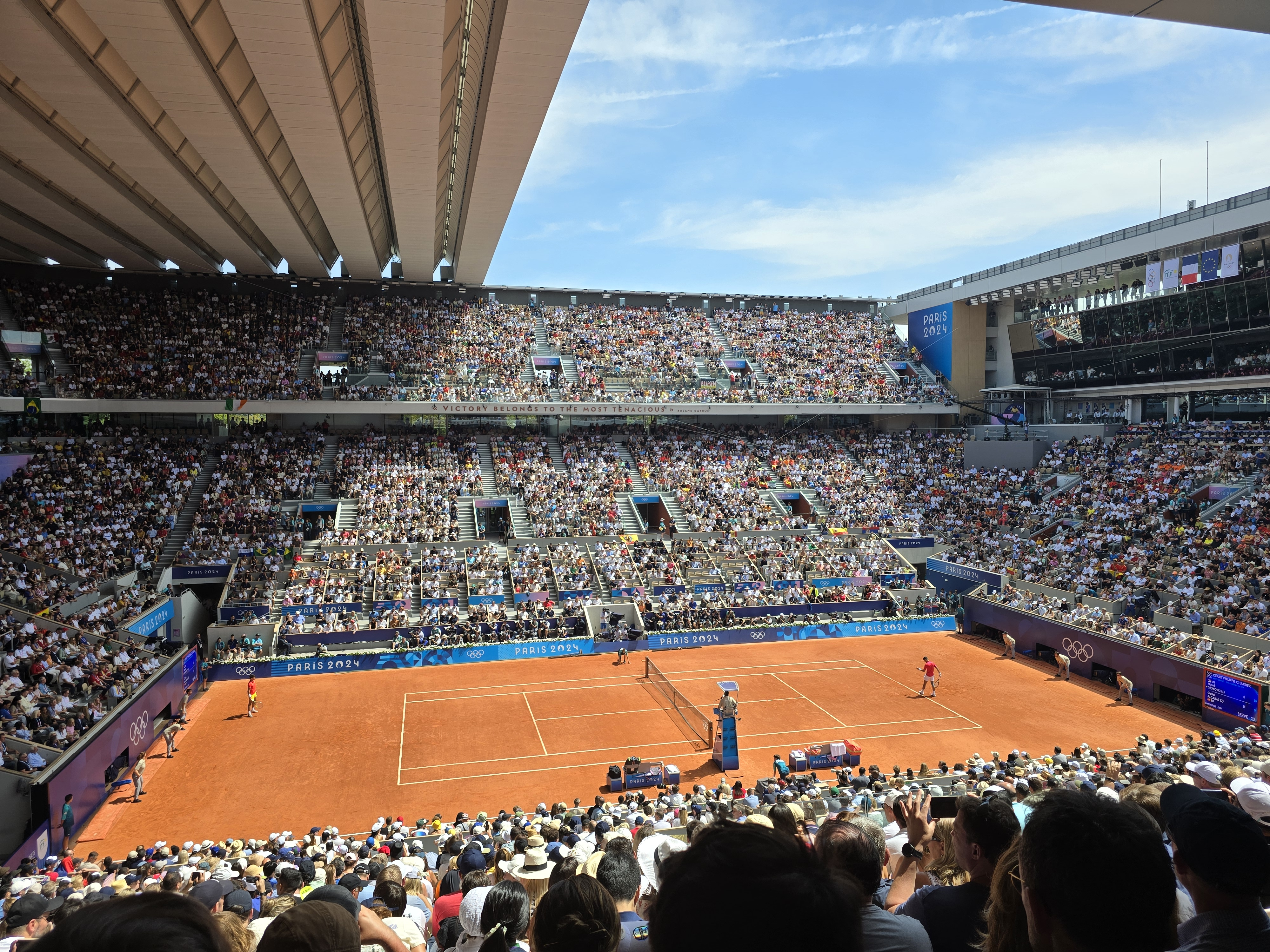
ورزشگاه رولان گاروس
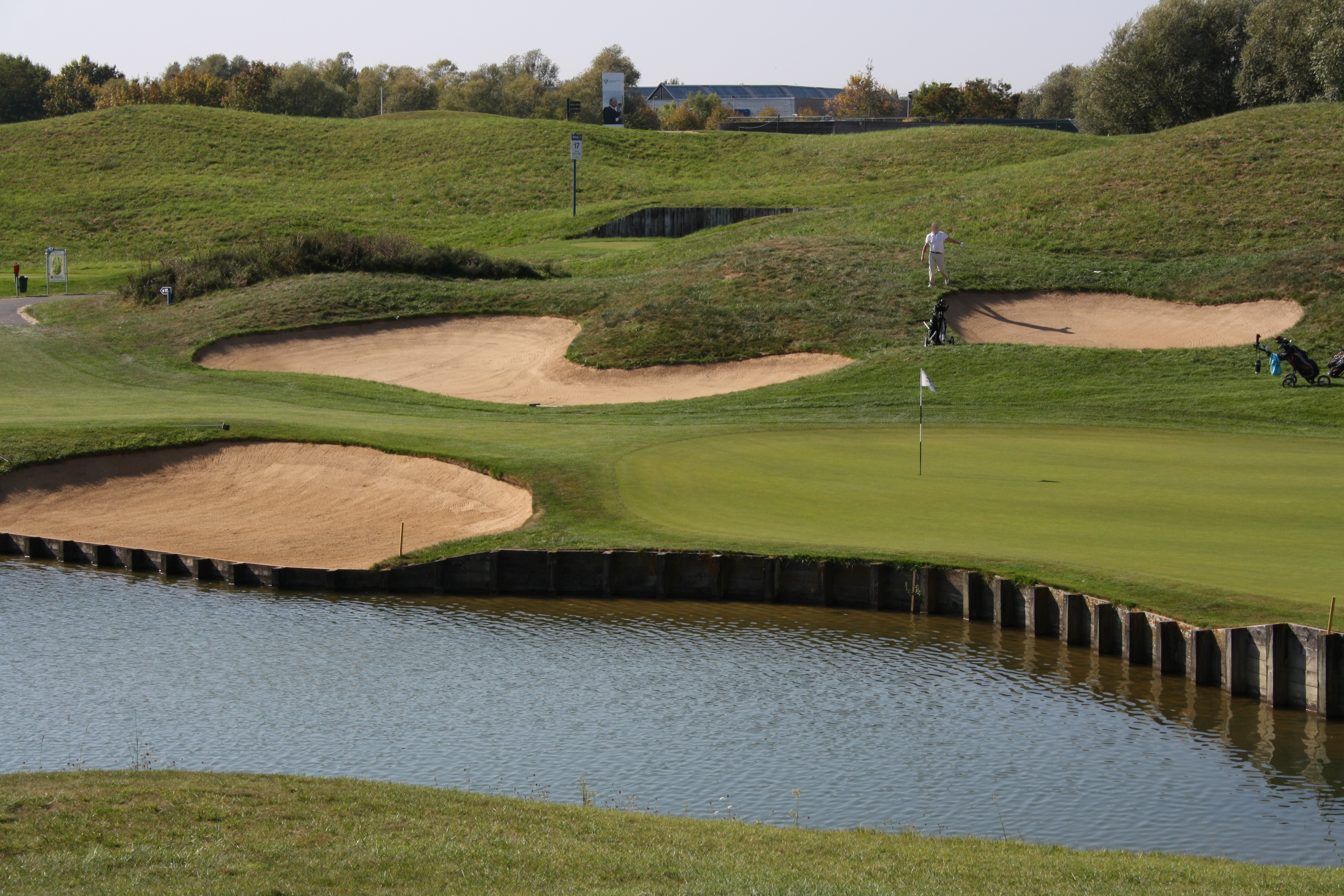
لو گلف ناسیونال
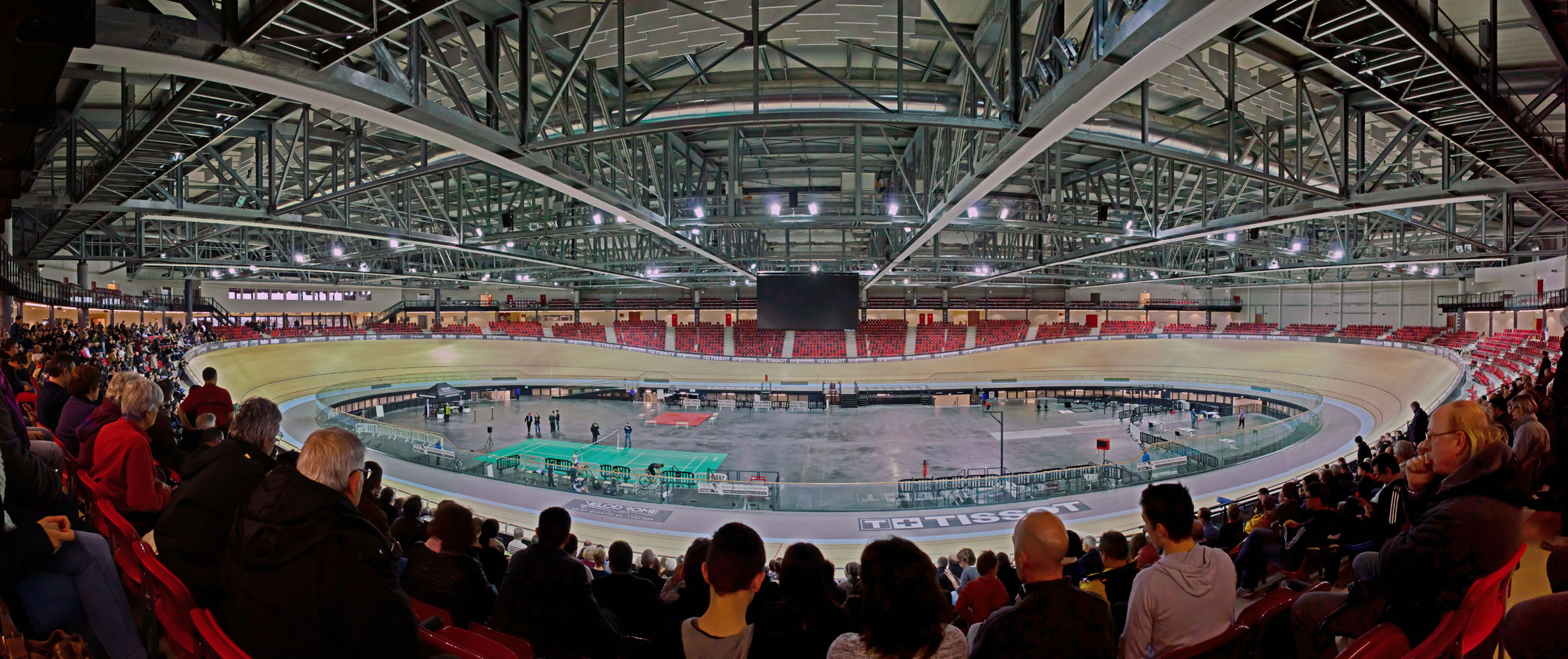
پیست سن-کونتان-ان-ایولین
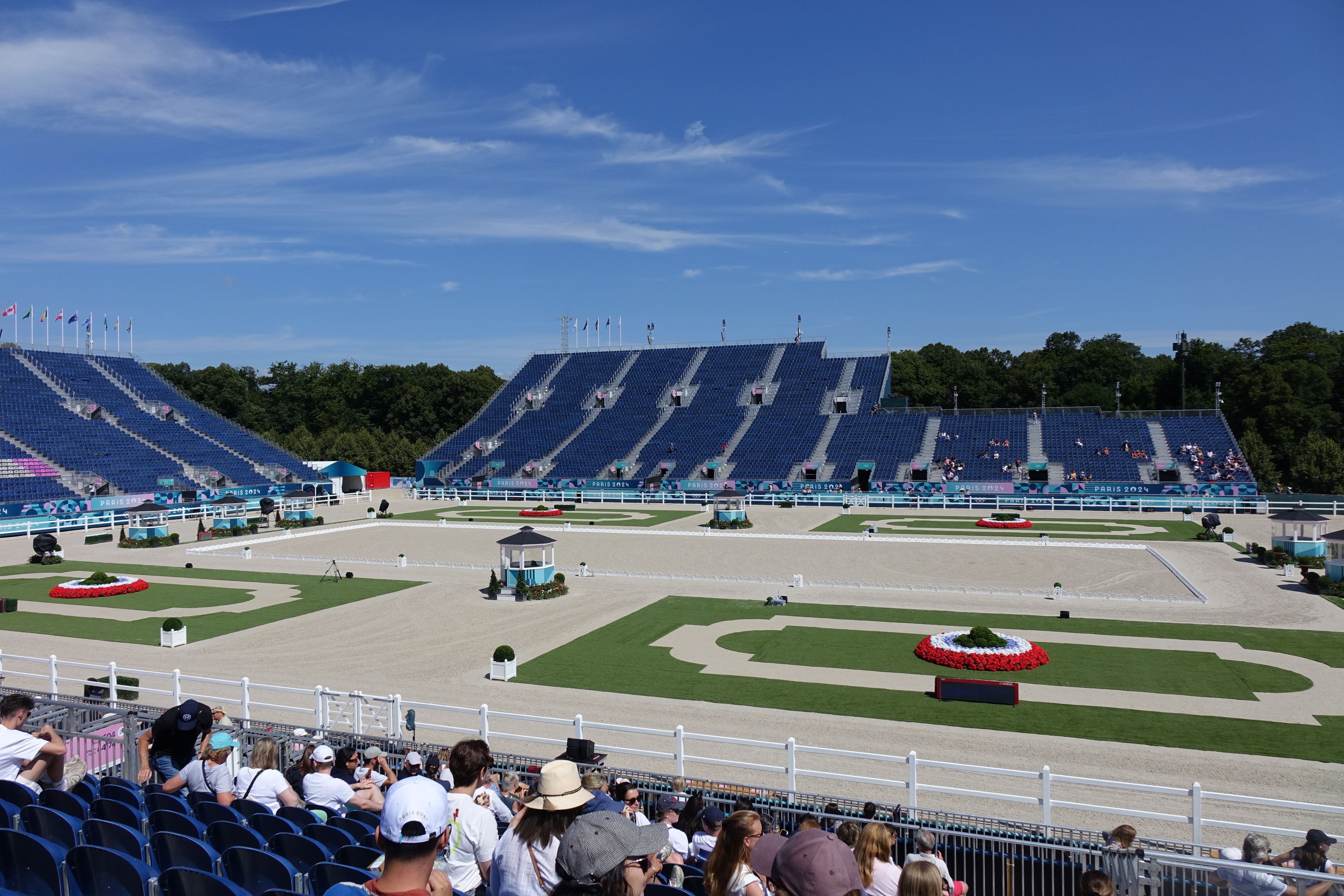
قلعه ورسای
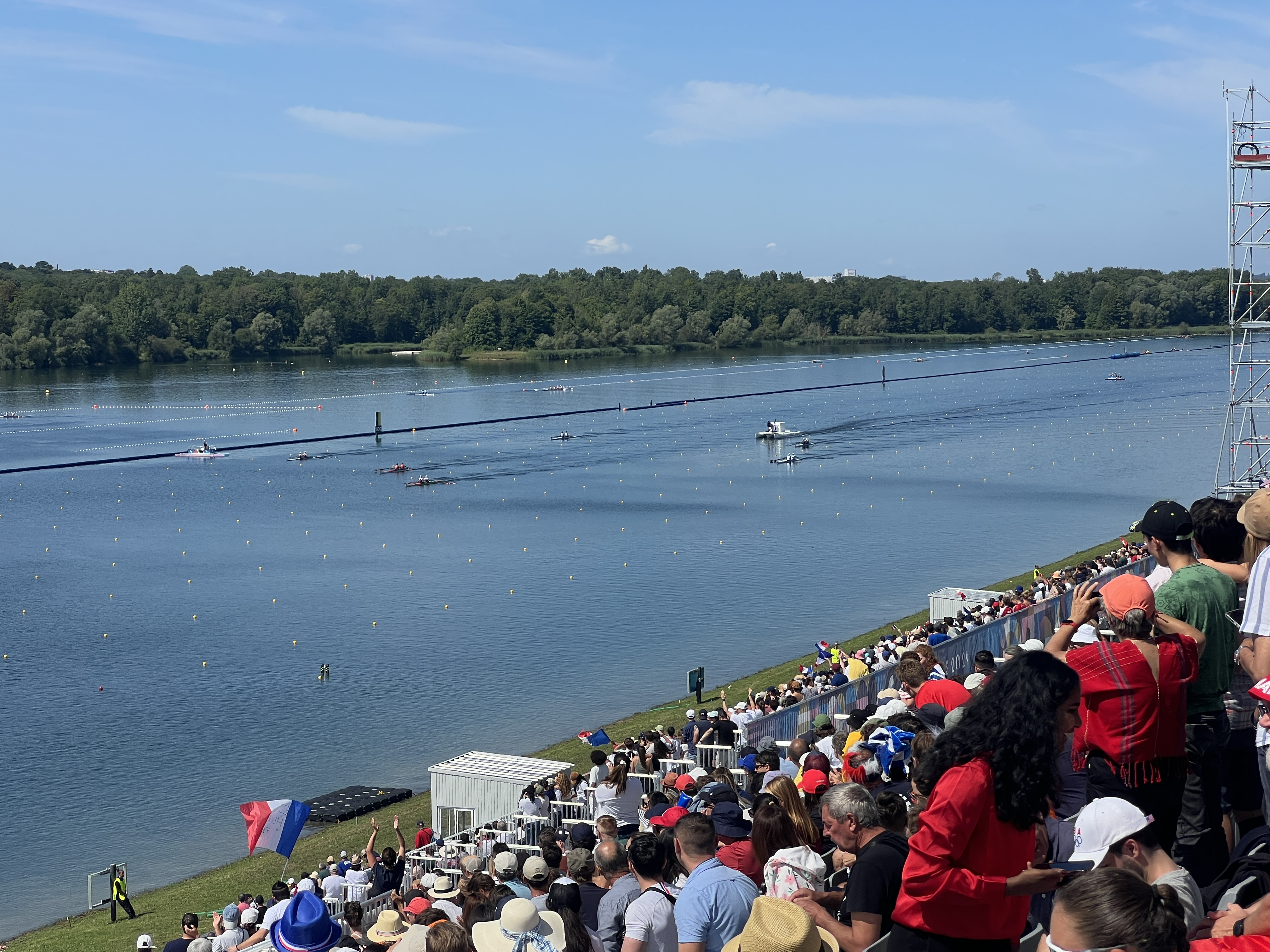
مرکز طبیعتی وایرس-تورسی
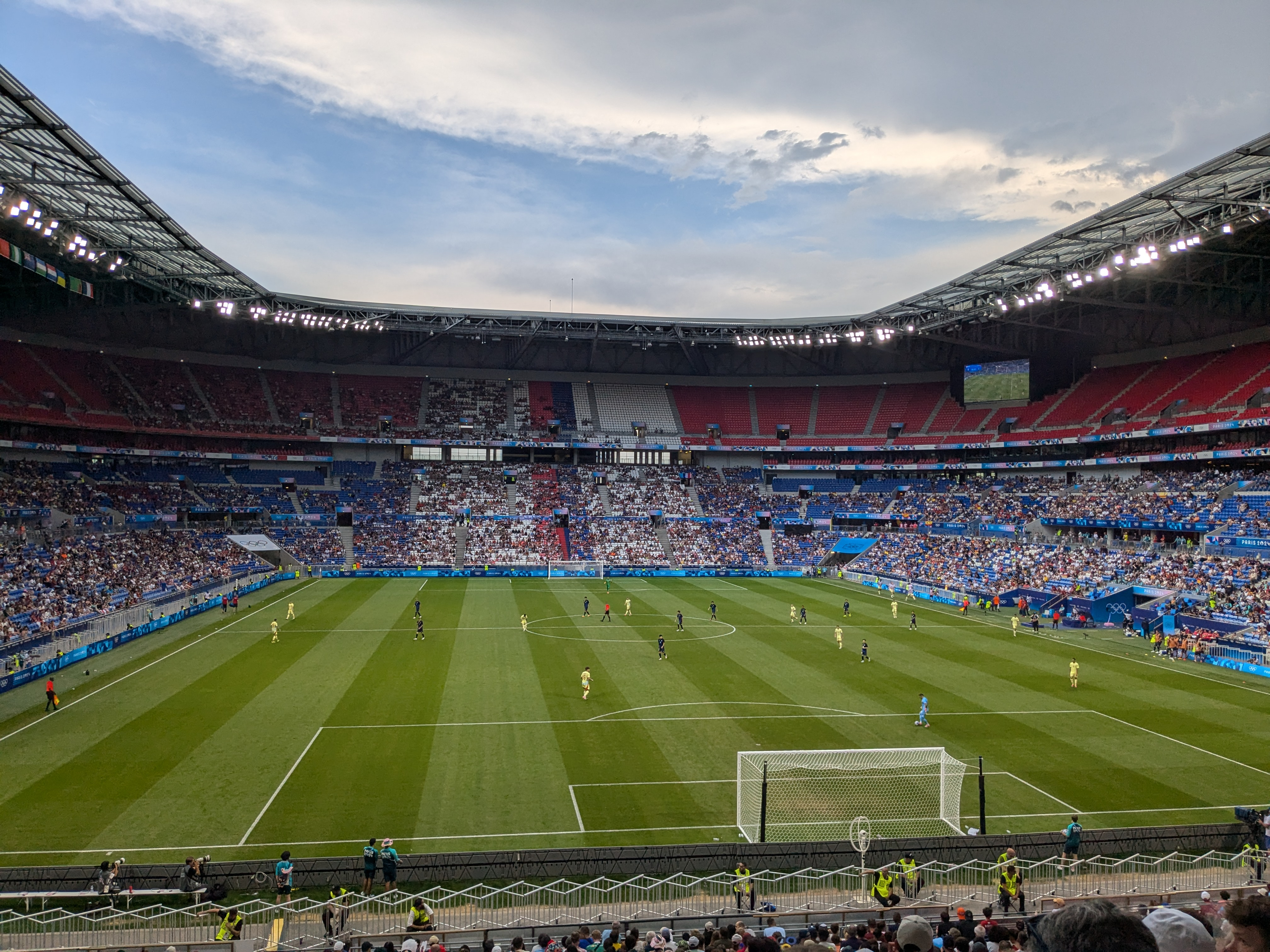
ورزشگاه پارک المپیک لیون
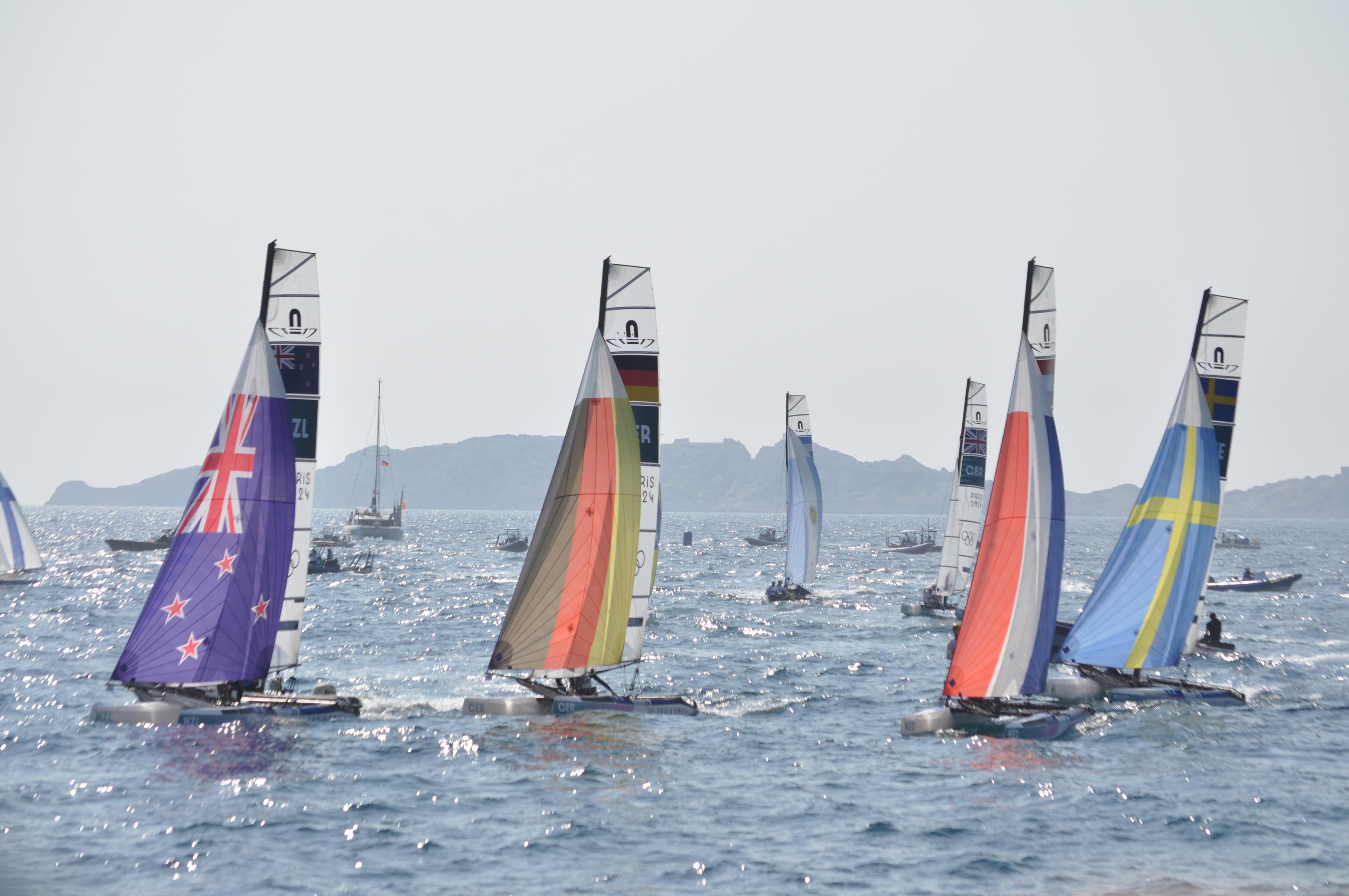
ورزشگاه المپیکی آبی روکاس بلان, مارسی
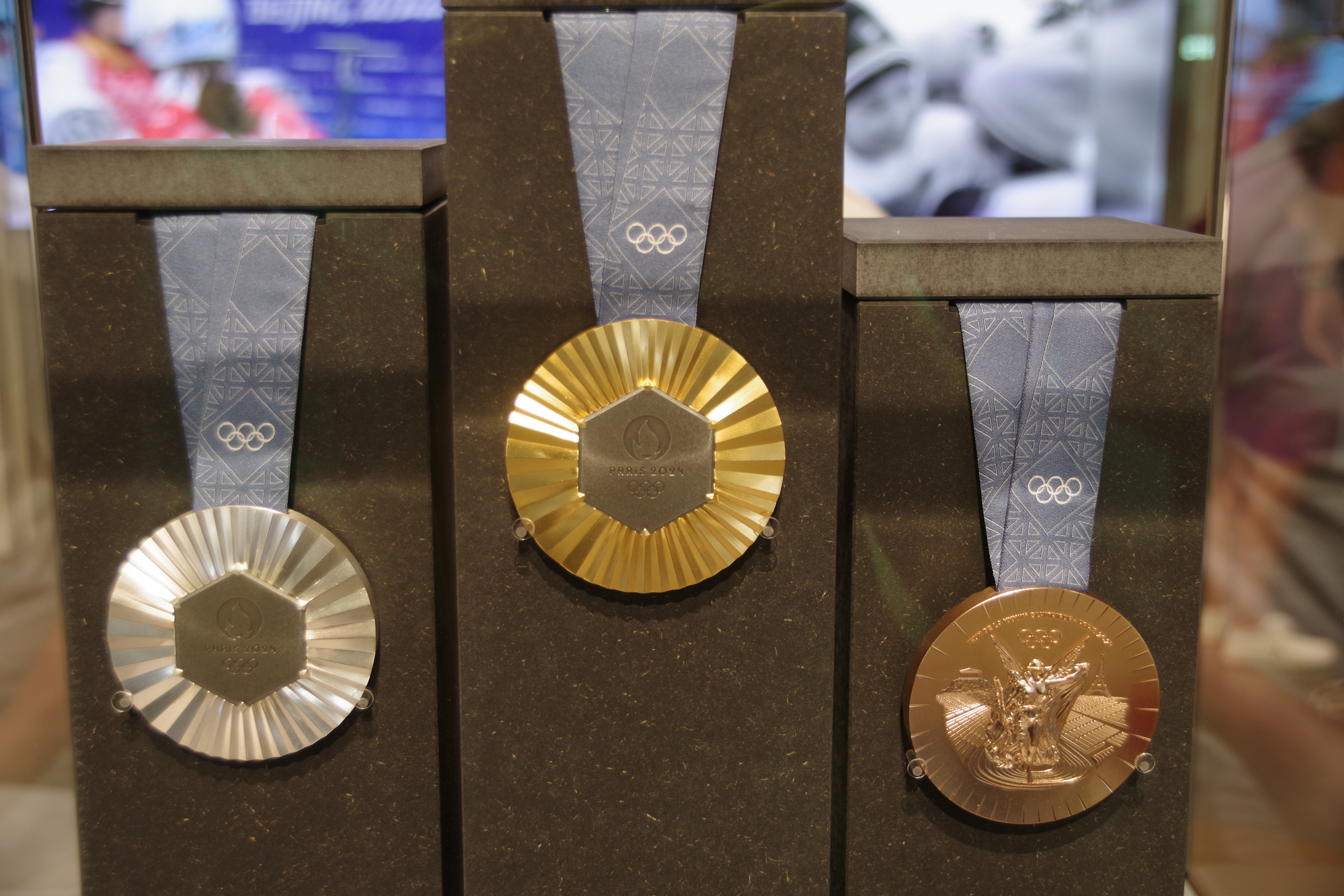
مدال‌های بازی, ساخته شده از تکه‌هایی از برج ایفل
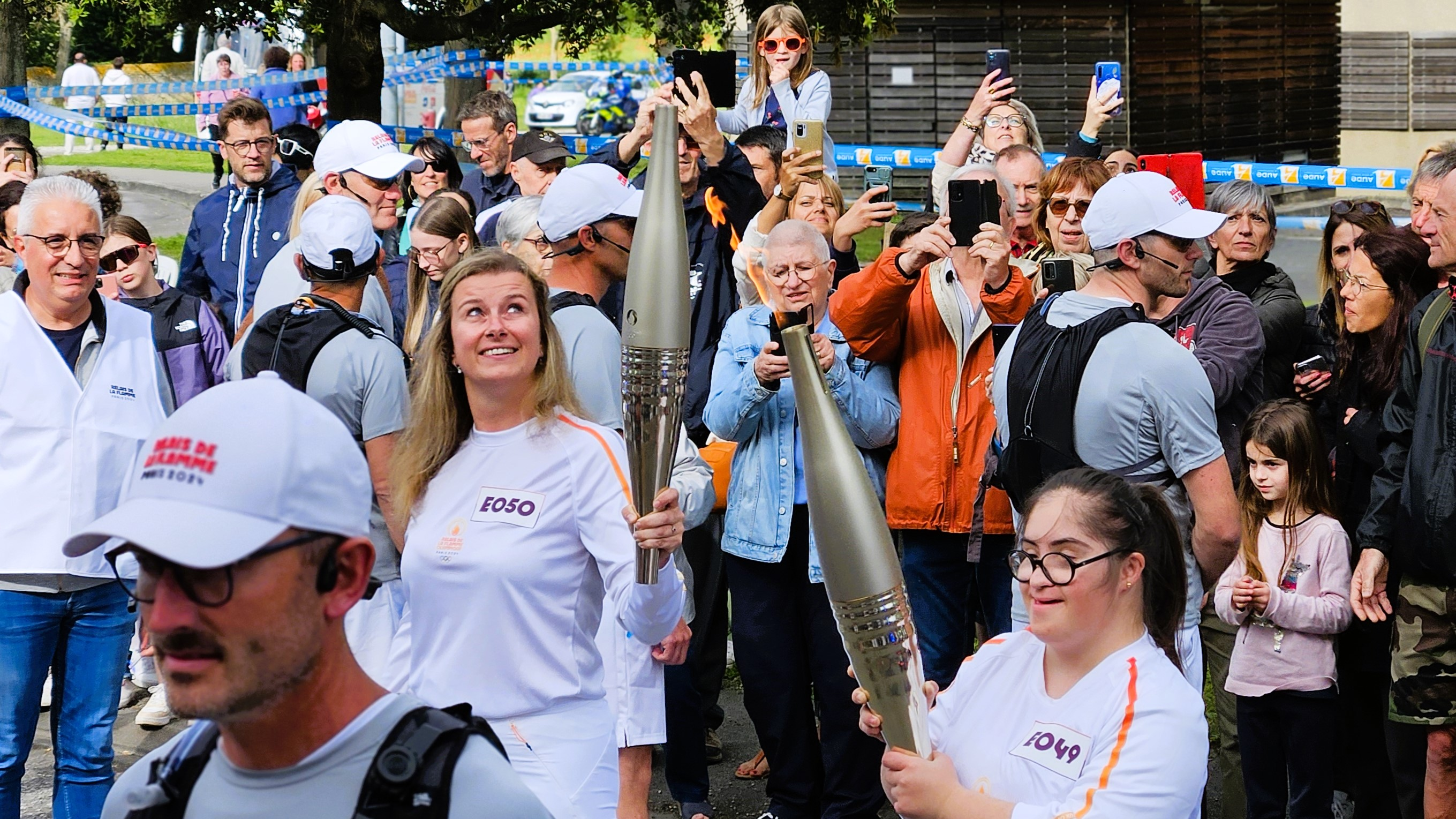
دو حمل‌کننده مشعل در کارکاسون
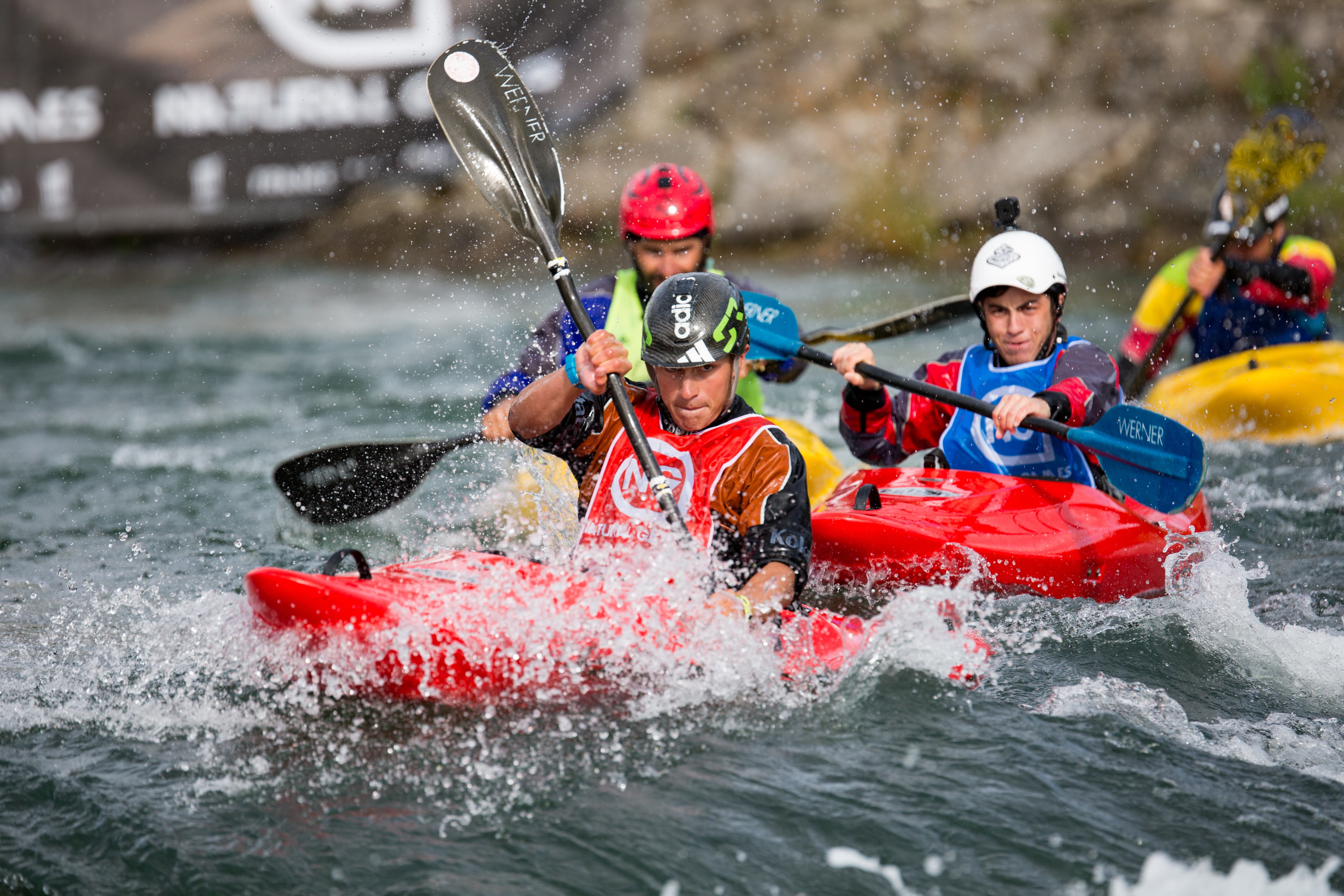
نمایی از رقابت کایاک کراس.
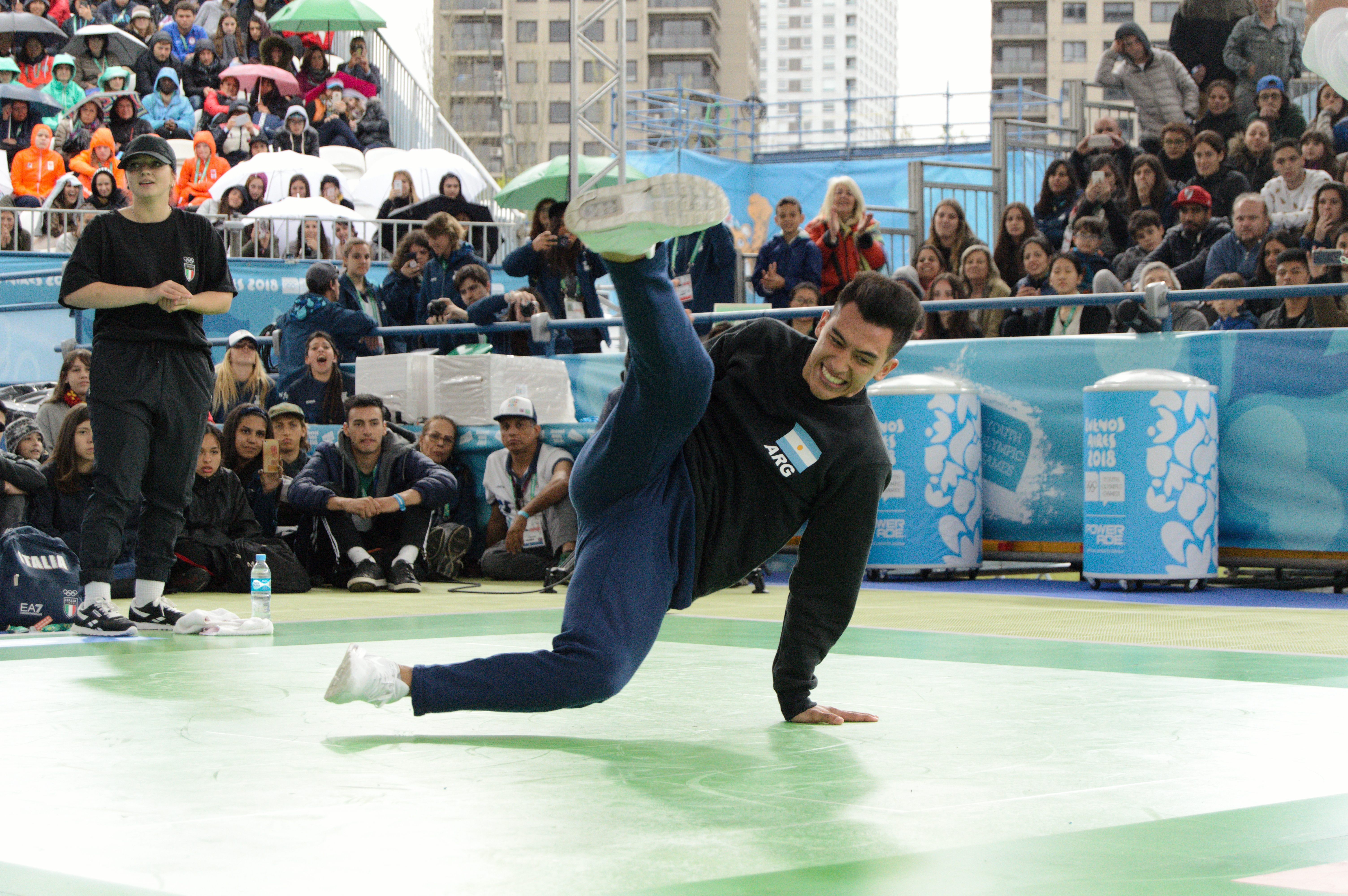
رقص بریک (در تصویر) یکی از ورزش‌های اختیاری المپیک ۲۰۲۴
پوستر رسمی بازی‌های المپیک و پارالمپیک تابستانی پاریس ۲۰۲۴
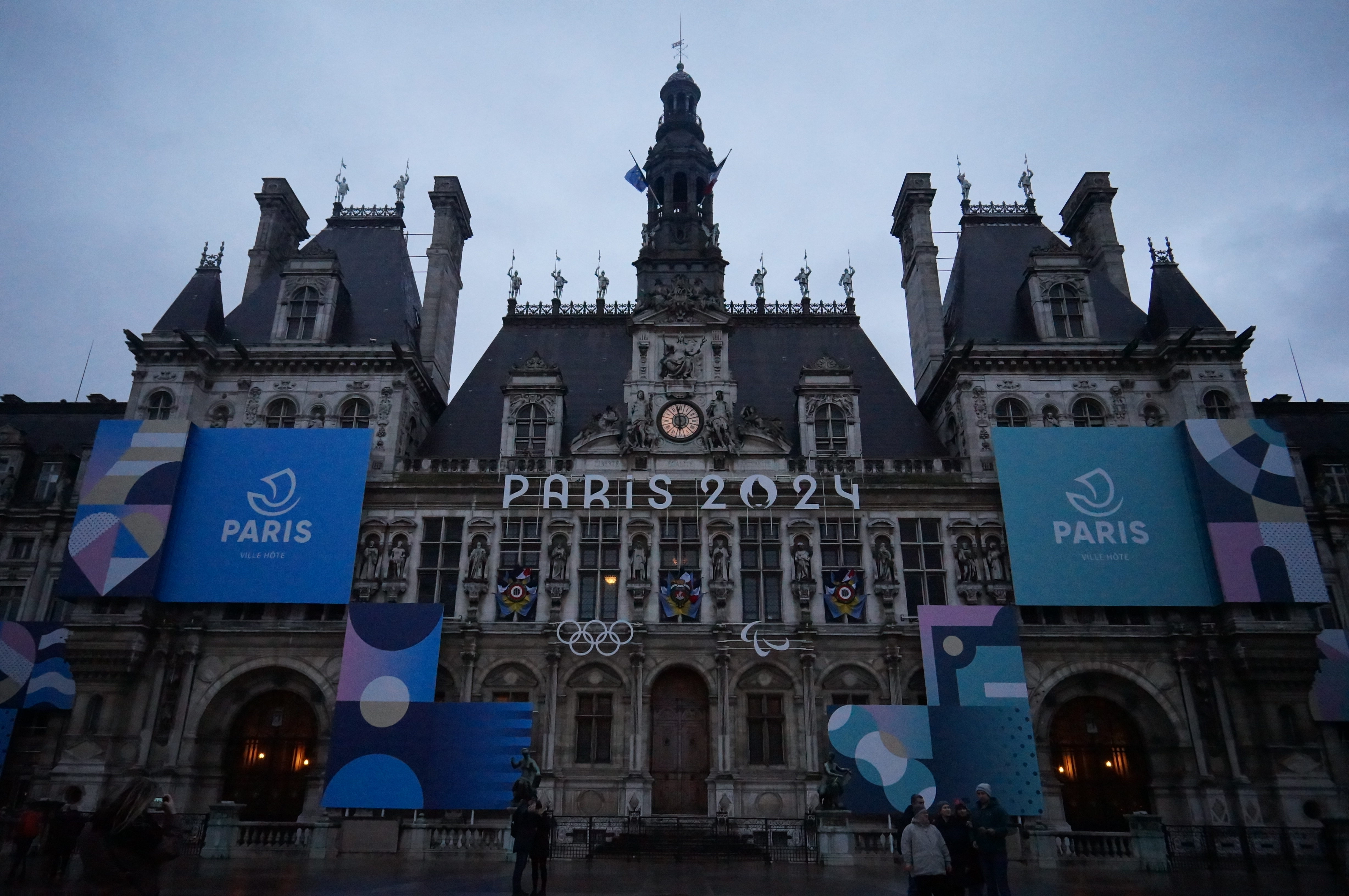
شهرداری پاریس با نسخه المپیکی